# Noroeste argentino

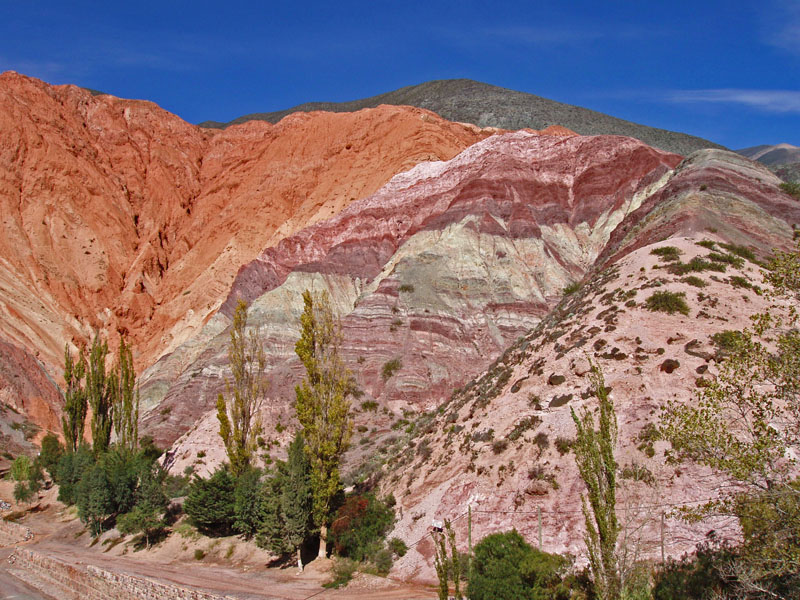
Cerro de los Siete Colores en Purmamarca.

El noroeste argentino (NOA) es una región histórico-geográfica de Argentina, integrada por las provincias de: Jujuy, Salta, Tucumán, Catamarca, La Rioja y Santiago del Estero. Ocupa algo más del 20% del territorio nacional.
La región del NOA está fundamentada en consideraciones de índole histórica y geográfica, y se relaciona con la llamada Región del Noroeste Argentino desde 1999, una subdivisión de la Región del Norte Grande Argentino, por lo tanto, la circunscripción política del NOA.

## Historia
- Santiago del Estero

La integración de Santiago del Estero dentro del NOA se debe a causas histórico-culturales y no a causas fisiogeográficas: la impronta histórica, consiste en que ya desde su fundación la ciudad de Santiago del Estero fue considerada política y administrativamente como parte del "Tucumán" en sentido amplio por lo cual ha llegado a incluir la extinta Provincia de Tarija; y la impronta cultural se debe a que desde siempre la mayoría de sus habitantes mantuvieron influjos económicos y culturales preponderantemente con las provincias del NOA ante que con otras; en cambio, si es por su geografía física, toda la provincia de Santiago del Estero correspondería a la región chaqueña argentina:  la mayor parte del territorio es una llanura y penillanura con dos cordones serranos de muy baja altura y de poca extensión como son la sierra de Guasayán y la de Sumampa que consisten en extensiones laterales de las Sierras Pampeanas.
- La Rioja

Por razones ecológicas y fisiográficas en general la provincia argentina de La Rioja es  parte del NOA: el principio de razón suficiente que explica por qué La Rioja argentina es parte del Noroeste, se encuentra en su historia y su cultura: La Rioja, como las otras provincias del NOA, estaba principalmente poblada por los diaguitas, y cuando fueron llegando los españoles que vinieron en la llamada "Corriente del Norte" desde el siglo XVI,  la incluyeron, desde un principio,  en el "Tucumán" en sentido amplio. 
De un modo semejante, la auténtica región de Cuyo es la que tuvo sus fundaciones españolas en la llamada "Corriente del Oeste" y por esto perteneció a la Capitanía General de Chile hasta que en 1777 se creó el Virreinato del Río de La Plata, y La Rioja nunca formó parte de esta Capitanía. 
Tal realidad se encuentra reflejada en casi todas las obras de referencia, por ejemplo, en los libros de texto escolares y en los de nivel medio oficiales, hasta aproximadamente 1990.
La Rioja fue asociada al neologismo "Nuevo Cuyo"  desde 1988. Esto obedeció a los intereses de familias que formaban la "élite" económica y gobernante en dicha provincia en las décadas de 1980 y 1990; a tal élite -entre otras cosas, por la producción vitivinícola- le resultó mucho más conveniente que la provincia argentina de La Rioja apareciera asociada con las provincias de San Juan y Mendoza, es decir, a provincias cuyanas y no con las del Noroeste argentino. 
Sin embargo, ya desde tiempos prehispánicos el Cuyo era sólo el territorio en donde se habían desarrollado los núcleos de cultura huarpe -como que Cuyo es palabra huarpe- y esto fue reconocido luego por los españoles, los cuales mantuvieron el topónimo Cuyo sólo para los territorios en donde preponderaron los Huarpes (es decir: Mendoza, San Juan y San Luis), y, posteriormente, desde los primeros gobiernos argentinos la Provincia de Cuyo abarcaba el territorio que luego ocuparían las actuales provincias de Mendoza, San Juan y San Luis, pero jamás al territorio que en nuestro días ocupa la provincia de La Rioja en la que predomina, aún hoy en su cultura, el substrato diaguita.

## Biomas
La región presenta los siguientes biomas de oeste a este:
- Puna
- Altas montañas
- Valles fértiles
- Quebradas de la cordillera Oriental o Salto jujeña
- Sierras subandinas
- Yunga
- El ecotono transicional entre el Chaco y las Yungas.

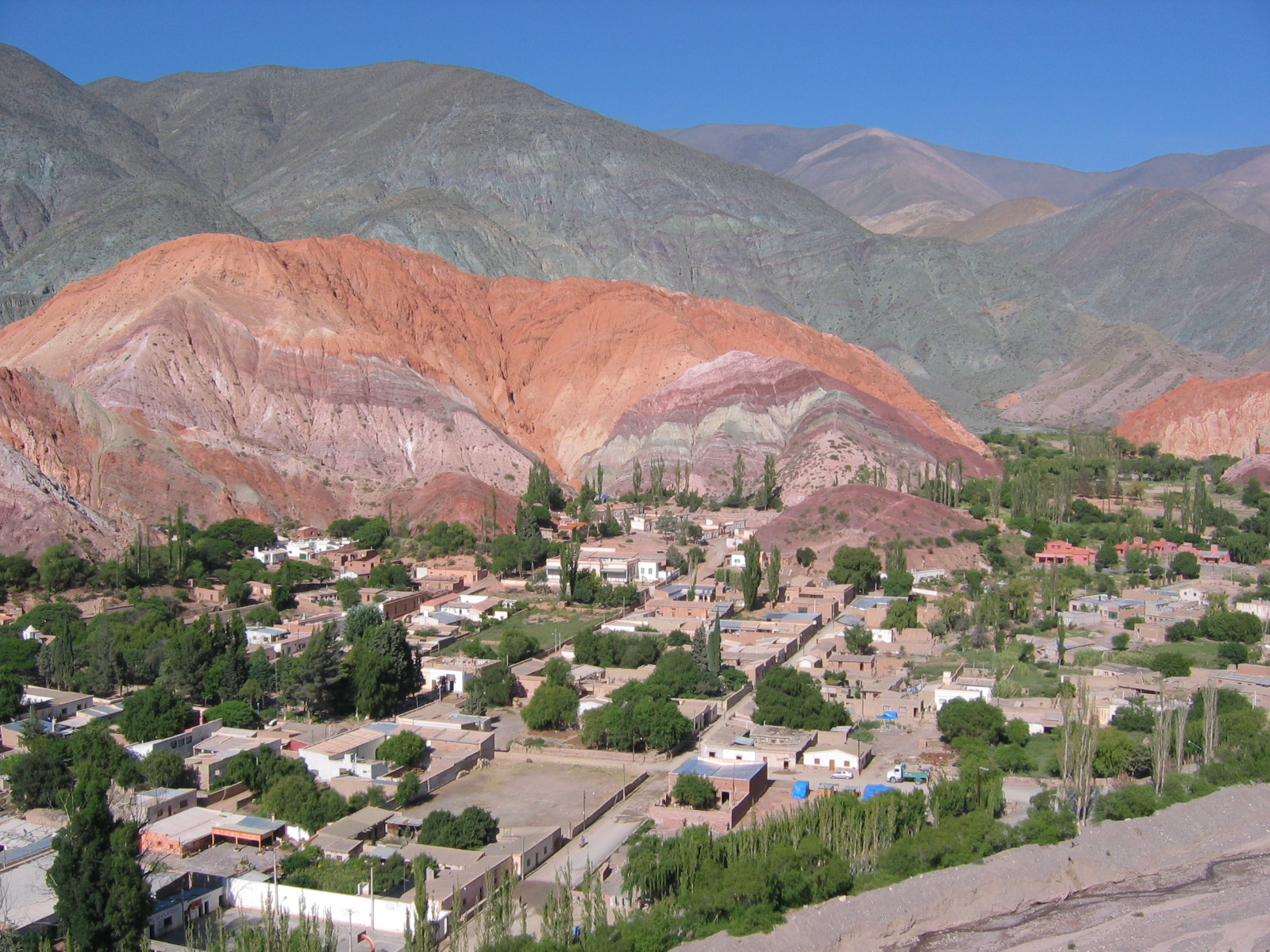
Otra perspectiva del Cerro de los siete colores vista aérea.

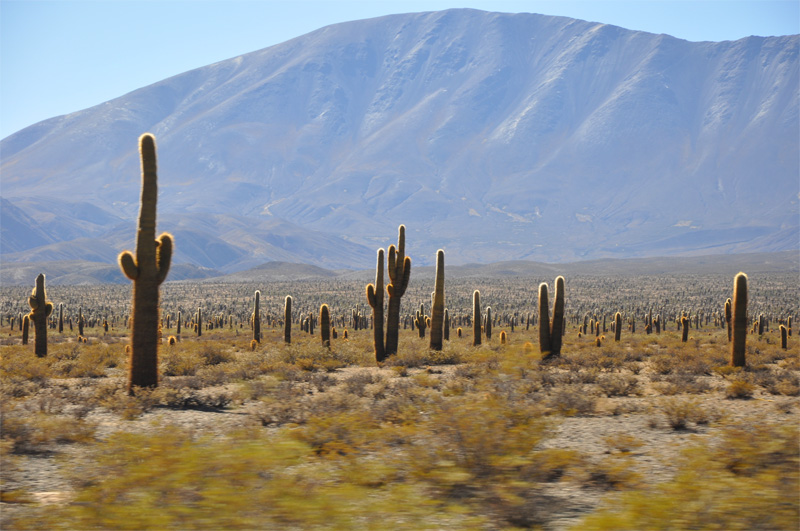
El parque nacional Los Cardones posee en sus 64.117 hectáreas, una gran cantidad de vegetación prepuneña característica de la provincia, además de cantidad de restos paleontológicos de importancia y pinturas rupestres.

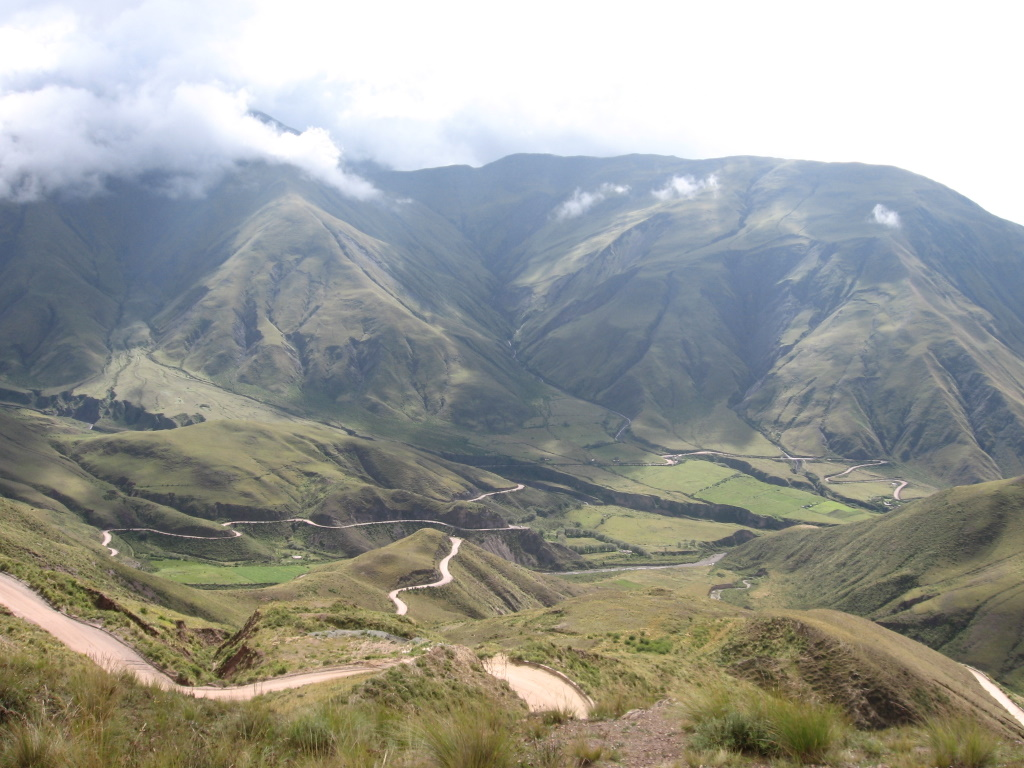
Cuesta del Obispo uno de los accesos salteños a los Valles Calchaquíes.

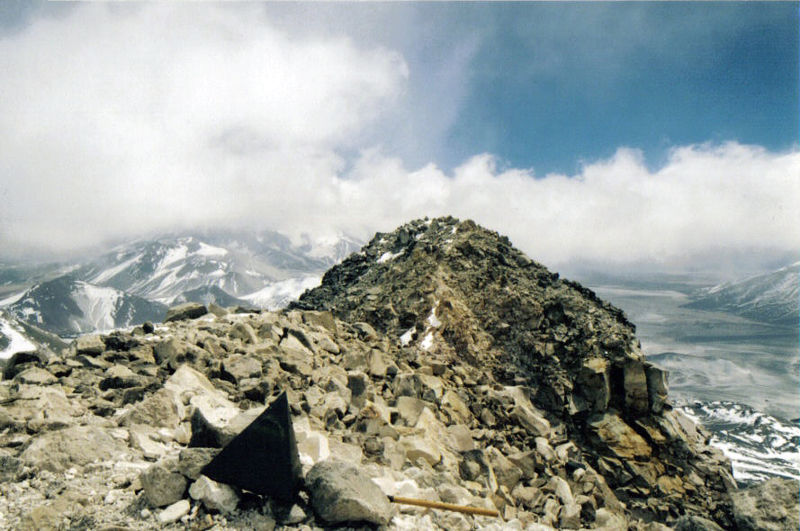
El Nevado Ojos del Salado, con sus 6891,3 m s. n. m., es el volcán más alto del mundo, y la segunda cima más alta de los hemisferios sur y occidental, siendo solo superado por el también argentino cerro Aconcagua, con 6960,8 m s. n. m.

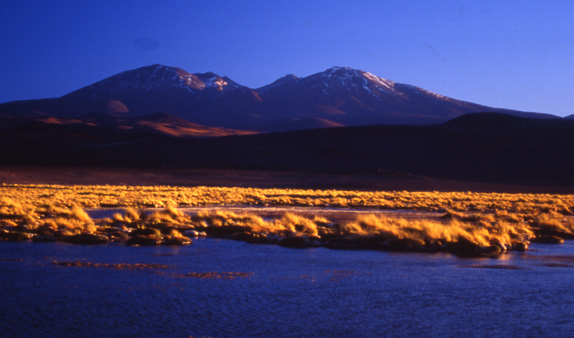
Volcán Antofalla.

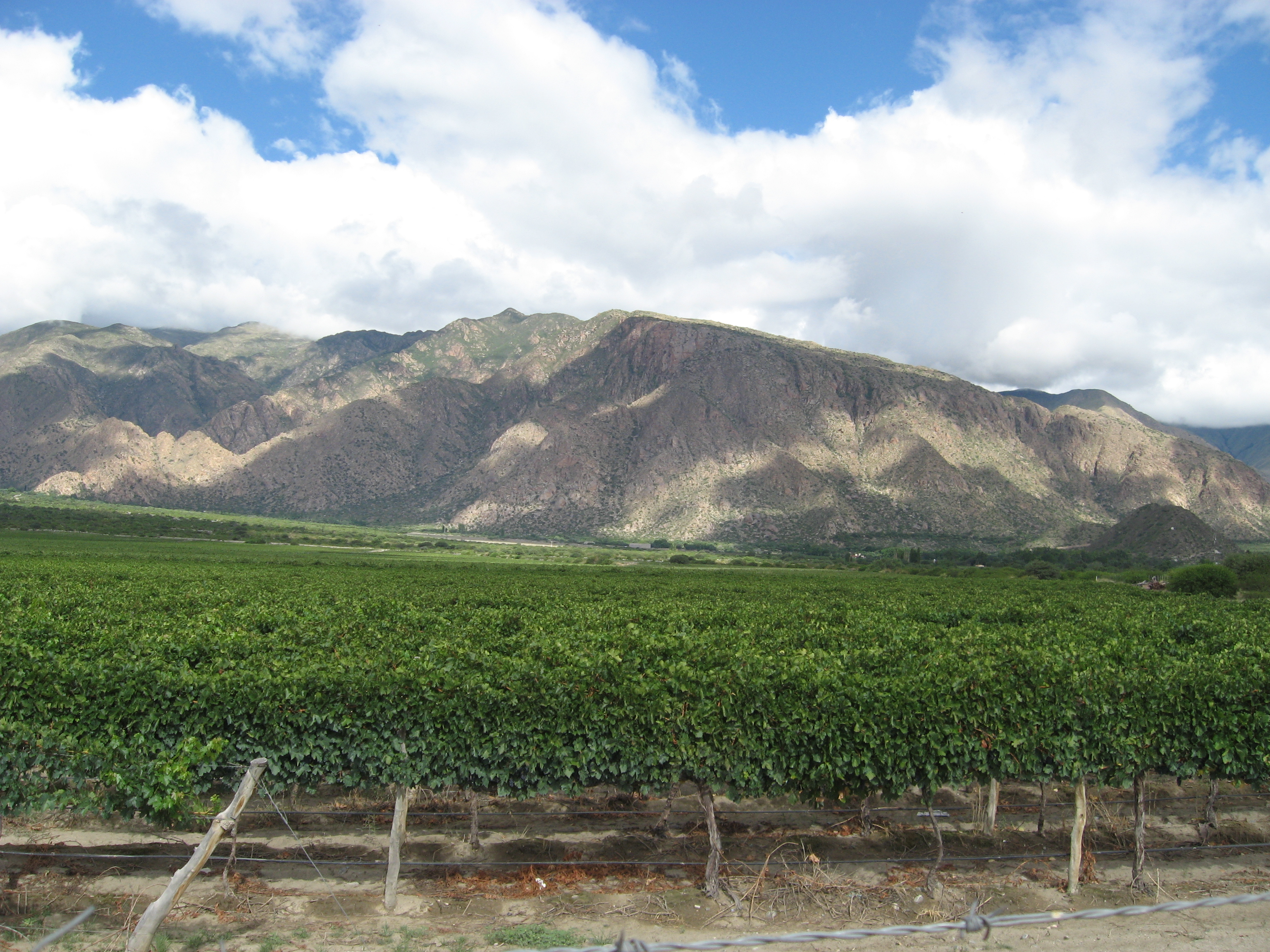
Viñedos en Cafayate, Salta.

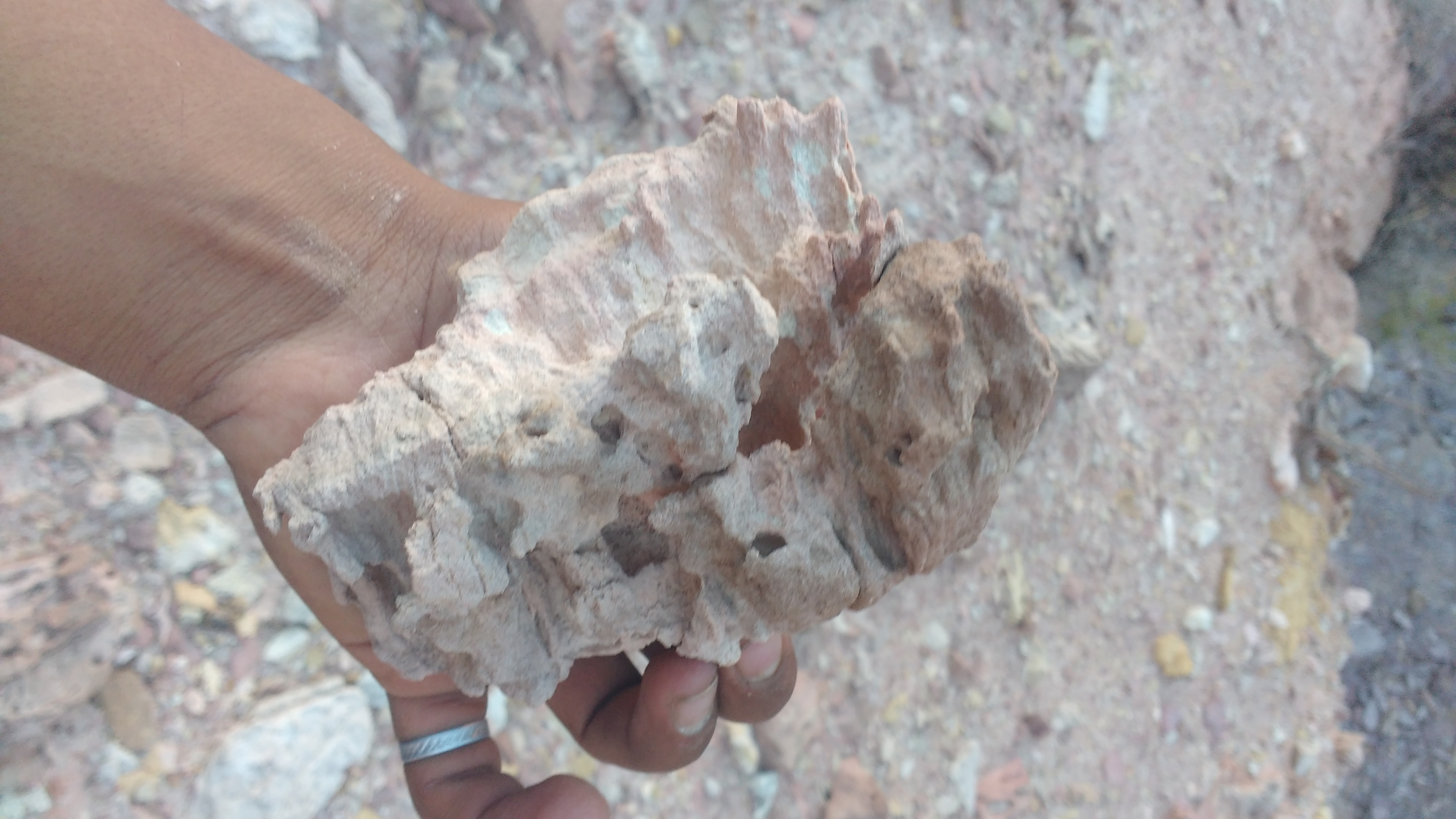
Piedra de material blando encontrado en Ing. Maury. Quebrada del Toro.

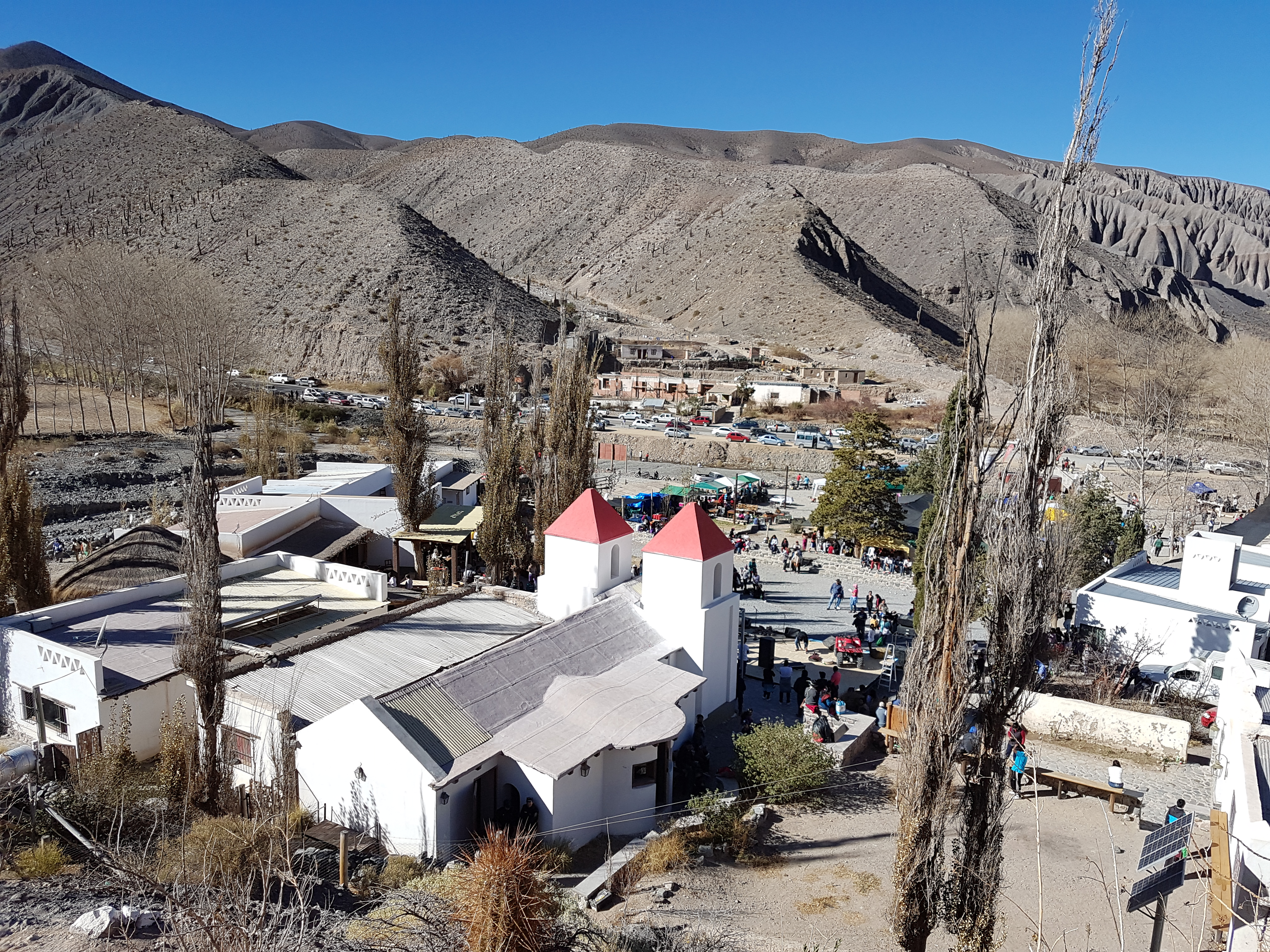
Vista panorámica del Complejo El Alfarcito.

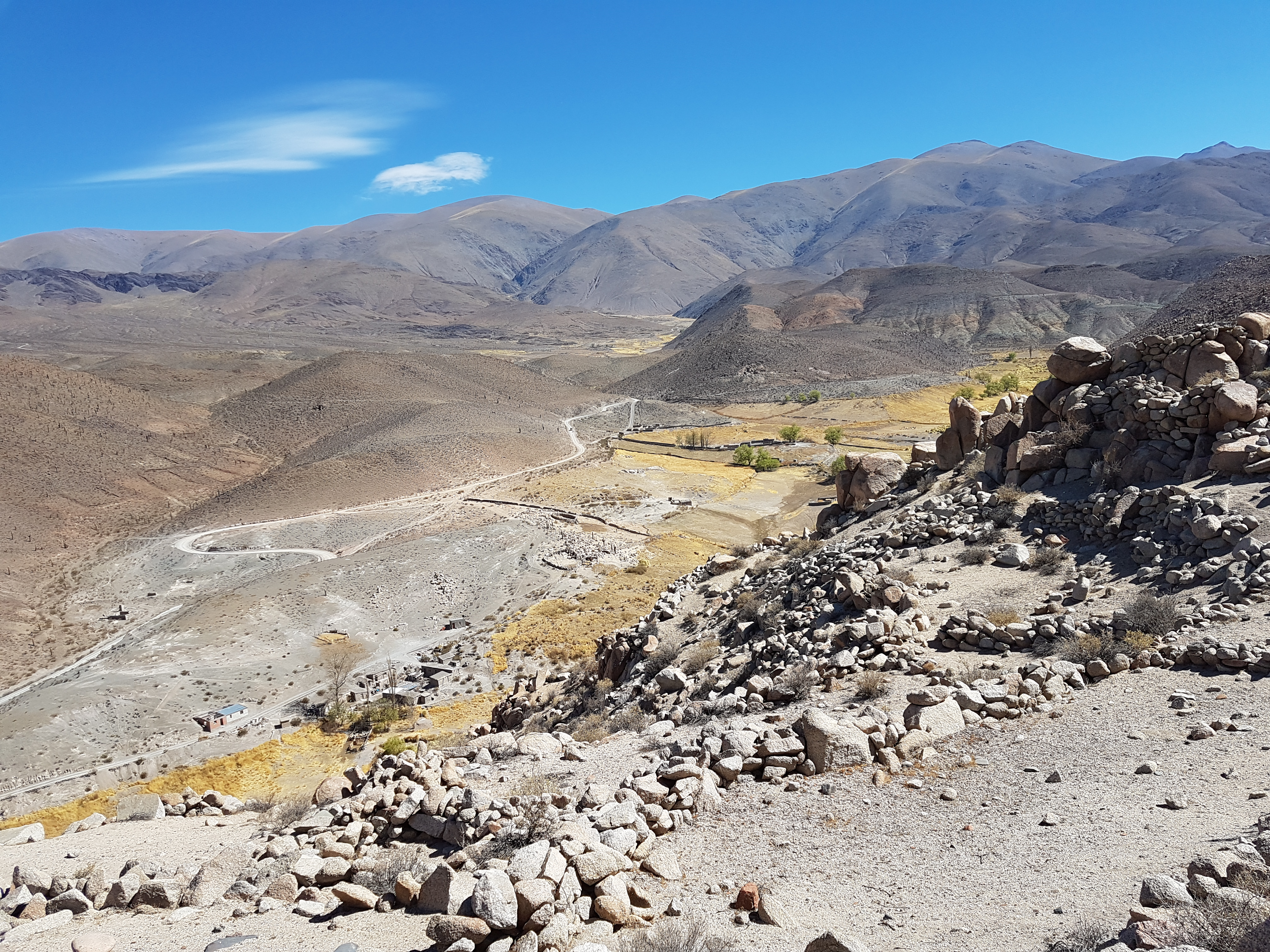
Vista panorámica a la localidad de La Quesera, Salta.

## Fisiografía
Sin embargo de constituir culturalmente desde hace milenios una unidad, el NOA se caracteriza por sus extraordinarios paisajes muchas veces contrastados: así se pueden encontrar cordilleras andinas y precordilleras rayanas en los 6000 m s. n. m., como extensas zonas llanas (si están rodeadas de cordilleras se les suele denominar llanos o campos) y a muy pocos km de distancia si se avanza de este a oeste (o viceversa) zonas extremadamente desérticas como la Puna de Atacama rematadas por altas montañas siempre nevadas llamadas nevados  (como el Nevado de Cachi)  y sempervirentes zonas extremadamente húmedas de densas junglas o nimbosilvas tropicales y subtropicales como la de las yungas conocidas históricamente en Argentina como selva tucumano tarijeña o selva tucumanooranense). Suelen comunicar bajando de norte a sur o de noroeste a sureste a estas diferentes regiones enormes grabens llamados quebradas como la de Humahuaca, la  del Toro o (aunque no sea llamada tradicionalmente "quebrada" ya que sus laderas son relativamente suaves), el tucumano Valle de Tafí.

## Clima
Los vientos del noroeste descargan su humedad sobre las sierras subandinas y las laderas orientales de la  cordillera Saltojujeñas. Estas áreas tienen clima subtropical serrano con abundantes lluvias. Los bosques y selvas serranas que tapizan estas montañas son conocidas como yungas. Dichos vientos pasan ya secos hacia el oeste. Por esta causa las laderas occidentales de la Cordillera Oriental y la Puna, poseen un clima frío, árido y seco.

## Fauna
En las zonas bajas se hallan especies típicas de los ambientes secos de la región chaqueña semiárida u occidental.
−
Ejemplos de estos son aves como la chuña de patas rojas, la charata y mamíferos como el zorro de monte.
−
En las Yungas se encuentra una enorme diversidad de especies animales acordes con la diversidad de ambientes, estratos de la vegetación y pisos altitudinales desde las zonas altas a las bajas en invierno, y a la inversa en verano.
−
Este grupo de vertebrados es el más numeroso.
−
Muchas de ellas son exclusivas de esta formación vegetal, las Yungas no hallándoselas en ningún otro ambiente natural en Argentina.
−
Las especies más representativas son el águila poma , en peligro de extinción , los grandes loros como el guacamayo verde, el guacamayo de cara roja, y el guacamayo de frente naranja. El loro alisero, característico de los bosques de aliso del cerro, pavas de monte como la de cara roja endémica de la región , y una multitud de picaflores (colibríes), pequeñas aves frugívoras, trepadoras e insectívoras.
−
Entre los mamíferos encontramos el grupo de los herbívoros, representados por la especie de  tapir americano llamado en la región también «bestia grande» o «anta», y las tres especies de pecaríes; especialmente la de pecaríes labiados y pecaríes de collar, las corzuelas rojas y pardas el agutí y el apité o tapetí que es un conejo autóctono.
−
En los pastizales de altura hallamos otro ciervo autóctono la taruca  o huemul del norte que se encuentra en peligro de extinción por la caza de la cual es objeto ya que constituye un trofeo muy preciado. En las zonas de Alta montaña se encuentran auquenidos como la vicuña, la llama y la alpaca, en menor medida el guanaco.
−
Los carnívoros se encuentran en abundancia el hurón grande, él gato tigre, el zorro del monte, desde mediados de siglo XX la caza ha hecho mermar mucho las poblaciones de pumas, y casi ha provocado la extinción del yaguar ("tigre americano"). En el extremo norte de las yungas argentinas el omnívoro oso de anteojos (también conocido como "oso frontino" y "ucumari"). Otros mamíferos son exclusivamente arborícolas como las ardillas, el mono cai, que se mueve por los árboles en pequeños grupos.

## Flora
Debido a la latitud y a las grandes diferencias de altitudes de esta región argentina existen zonas botánicas muy diferenciadas y contrastadas, muchas veces con pocos km de diferencia o acorde a la situación de las cordilleras. En la puna predominan "cardones" de tola o tolares y cactáceas y árboles como el churqui, el alpataco y la queñoa así como los gigantes cactus llamados cardones; en los valles intermedios como los renombrados Valles Calchaquíes existe una imbrincación de cardones con árboles como los talas (Celtis tala)  y los  "algarrobos criollos" o "tacos" (Prosopis). En la yunga o "enramada" la flora es ubérrima (una nimbosilva sempervirente o jungla con varios estratos y especies entre los que se destacan muchos árboles floridos como los tarcos) (también conocidos como jacarandás), cedros del monte (Cedrela lilloi),  laureles del cerro, las tipas o Tipuana tipu (también se conoce como tipa a la Cascaronia astragalina), los cebiles, horco-cebiles,  los aromos, los lapachos, ceibos o seibos, los guayacanes; los horcomolles,  los aromos negros o tuscas, los arrayanes criollos,  las arcas, las afatas, las madreselvas, orquídeas, yuchanes (una de las especies de chorisias), los alisos criollos, los nogales criollos, los mistoles, los guayabos, guarán, horco molle, mato, nogal, pacará, el árbol llamado popularmente zapallo cazpi,  el jazmín del país, los tacos de reina, entre otras muchas especies; en Santiago del Estero, y el este de Salta estaba naturalmente hasta los 1970 densamente poblados por quebrachos colorados, quebrachos blancos, los ya citados yuchanes, lapachos y mistoles a los que se suman el chañar, palmeras caranday, el cacto ucle, la tuna, desde mediados de siglo XX tras los desmontes de quebrachos en Santiago del Estero y el este de Salta se ha hecho una plaga el buido vinal. Por otra parte existen especies de origen alóctono que se han hecho nativas tras medio milenio de aclimatación, ejemplos de ello son la vid, el olivo, la morera, el granado  y la caña de azúcar (especialmente en los valles cálido-húmedos de Tucumán, Salta y Jujuy) , citrus (la Provincia de Tucumán apodada desde el siglo XIX como «El Jardín de la República» cuando en ella abundaban los naranjos, a inicios del siglo XXI es uno de los principales productores planetarios de limón y más recientemente -desde los 1980- kiwi, paltas o mamones). Esto sin contar a las muchas especies comestibles de origen americano como las diversas especies de  papa, las diversas especies del maíz, diversas especies de ajíes, el cayote, papines, diversas especies de porotos, ullucos, tomates, yacones, batatas, chiltos, zapallos etc. En las yungas salteñas fronterizas con Tarija existe (por lo menos desde los 1960) postergado un plan de cultivo intensivo de cafeto obviamente para producir café. En algunas de estas provincias, como en la frecuentemente cálida de Santiago del Estero se cultivan primicias (ejemplares tempranos merced a un clima facilitador de diversos frutos) como las sandías (originarias del subcontinente indio aunque introducidas en la región hace aproximadamente dos siglos por los españoles) y melones etc.

## Economía
Las actividades económicas se ven condicionadas por el medio. Los habitantes de la Puna se agrupan en pequeños poblados, practicando agricultura y ganadería. 
También existe la explotación industrial, de gran escala, de minerales como el plomo, plata, zinc y sal de mesa, gas natural, petróleo, hierro; el litio; el bórax.    principalmente en la Puna de Atacama y en la región de altas cordilleras andinas, en cambio el gas, el petróleo y el hierro se encuentran principalmente en la zona pedemontana oriental  y la ecotonal con la región chaqueña.
En los Valles Calchaquíes que se encuentran inmediatamente al este de la muy elevada y seca Puna de Atacama prosperan, desde la conquista española  grandes viñedos de los cuales se obtienen excelentes vinos de celebridad internacional como el Torrontés argentino.

Los valles fértiles de la cordillera Oriental están más densamente poblados. Se desarrolla una agricultura intensiva donde se producen hortalizas todo el año, destacándose también los cultivos de legumbres, caña de azúcar, tabaco, olivo y cítricos. Aquí es donde se localizan las principales industrias dedicadas al procesamiento de las materias primas de la región.
La densa selva que cubre las sierras Subandinas ofrece árboles de madera valiosa para el aprovechamiento forestal. Es en esta área donde se explotan ricos yacimientos de petróleo y gas.

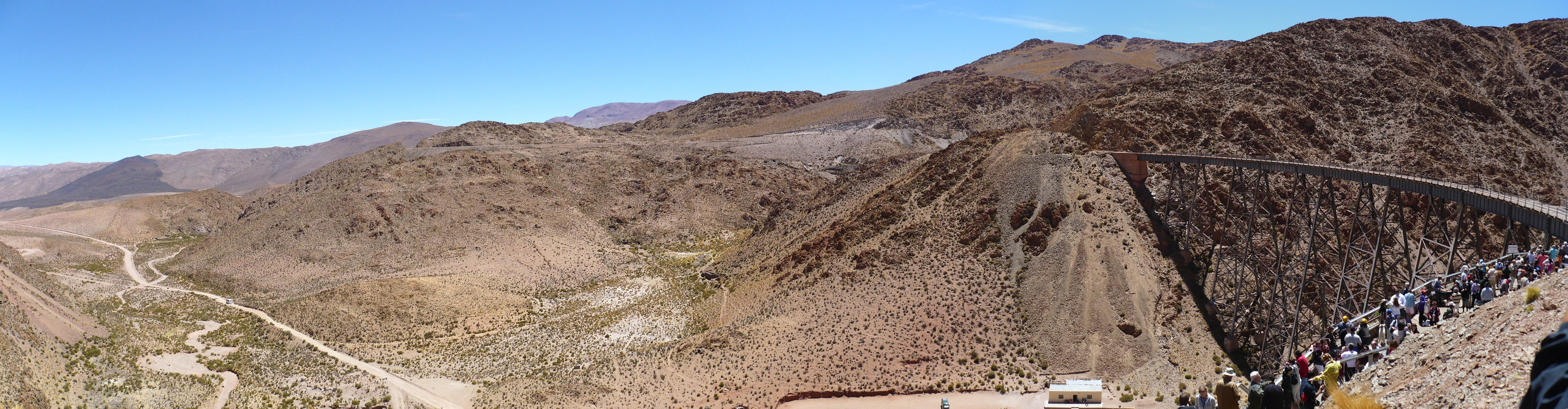
El Tren a las nubes, que circula a través de los picos de la Cordillera de los Andes mostrando impactantes paisajes, alcanza en su recorrido una altura de 4200 m s. n. m., lo que lo convierte en uno de los trenes que mayor altura alcanzan en el mundo.

Pero estas actividades generan problemas ambientales. El desmonte de selvas y bosques degrada estos biomas y pone en peligro a distintas especies de plantas y animales. El monocultivo (especialmente el de la alóctona soja desde los 1990 además de grave y acelerada deforestación) provoca el agotamiento y la degradación de los suelos. Así sin el moderador «efecto esponja» de los bosques y selvas (especialmente en las yungas) se observa que las grandes lluvias, especialmente intensas entre octubre y enero, provocan catastróficas inundaciones «aguas abajo», como la que inundó a la importante ciudad argentina del Litoral ciudad de Santa Fe en el año 2003 y luego fuertes sequías regionales, tanto en el NOA como en el NEA e incluso en la región pampeana y toda la región chaqueña ya que al haber sido desaparecidos los bosques y selvas las aguas dulces se evaporan con mucha facilidad.

## Cordillera Oriental

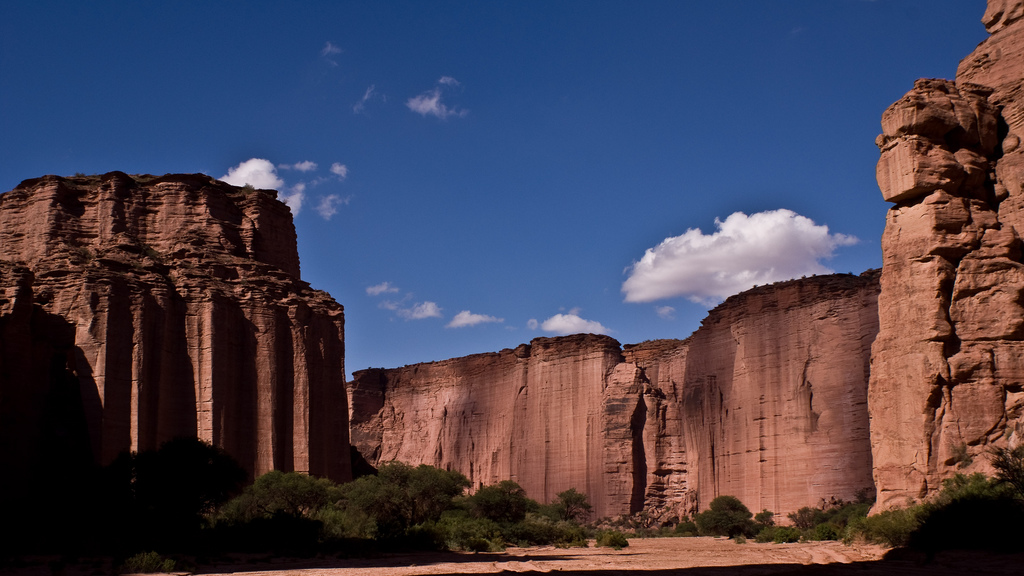
Un ingreso al Cañón de Talampaya en el parque nacional Talampaya en el suroeste de La Rioja.

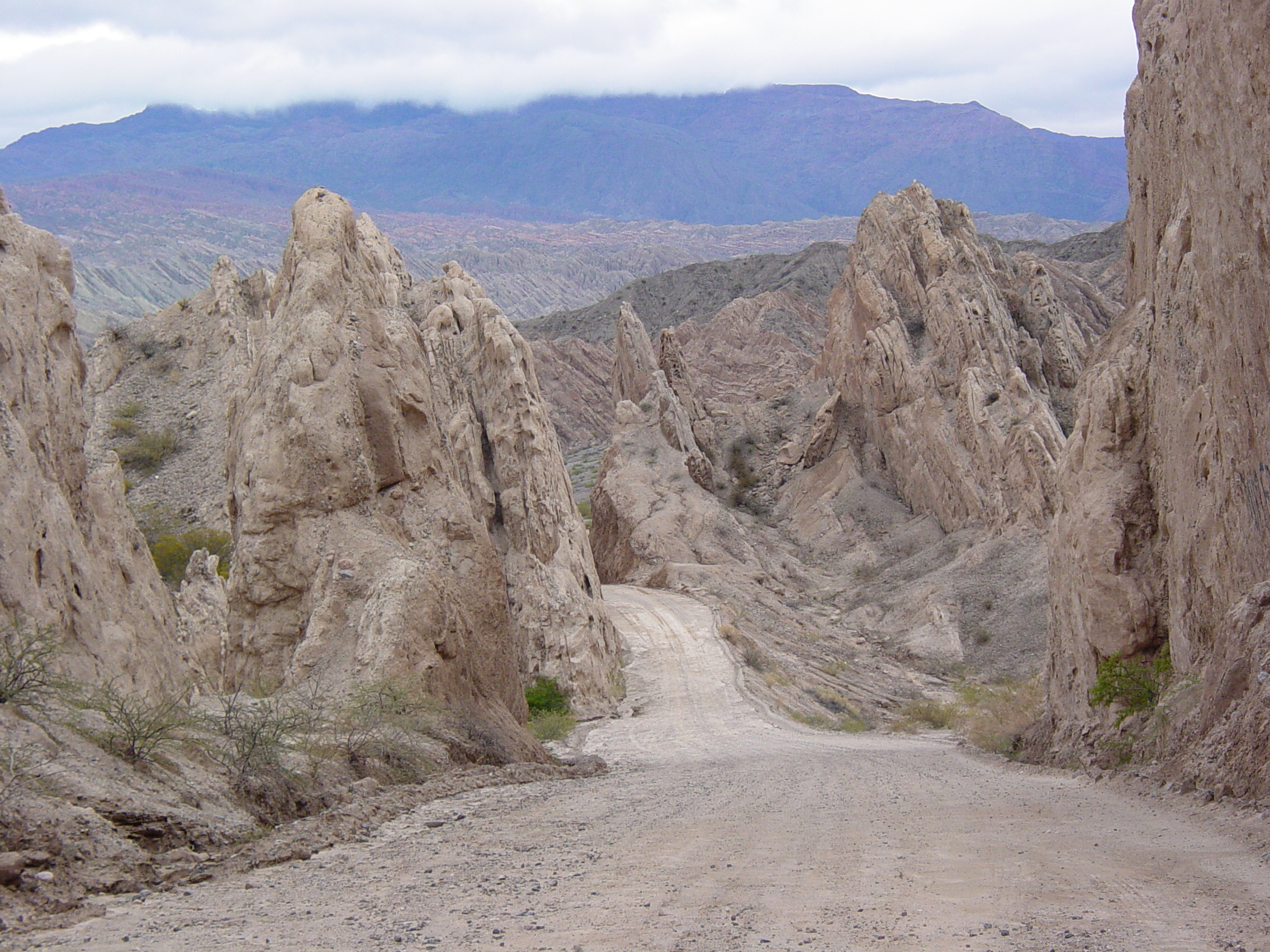
Quebrada de las Flechas.

La cordillera Oriental está formada por dos cordones montañosos paralelos (el occidental y el oriental), de formación paleozoica, posteriormente ascendida por el plegamiento andino, separados por quebradas y valles.
El cordón occidental presenta mayores alturas y su cerro nevado más alto es el Chañi, de 6200 m. El cordón oriental es de menor altura, y el Cerro Negro de Zucho  alcanza los 4850 metros.
Las quebradas son las vías de comunicación de esta zona, de origen generalmente pluvial, son valles alargados y angostos. Las más importantes y pintorescas, son la Quebrada de Humahuaca que corre de sur a norte, la del Toro que asciende de sureste a noroeste poniendo así en comunicación los Valles Calchaquíes con la Puna de Atacama, la Quebrada de las Conchas, Quebrada de las Flechas y la de Santa María- Guachipas.
También se encuentran varios amplios valles en zonas hundidas y rellenas con sedimentación, con clima subtropical, los cuales se realizan cultivos intensivos y se asientan importantes ciudades (por ejemplo la ciudad de Salta y la ciudad de San Salvador Jujuy). Los más destacados son el Valle de Lerma en Salta, el de Jujuy, los Valles Calchaquíes o de Yocavil y Campo Santo.

## Sierras Subandinas

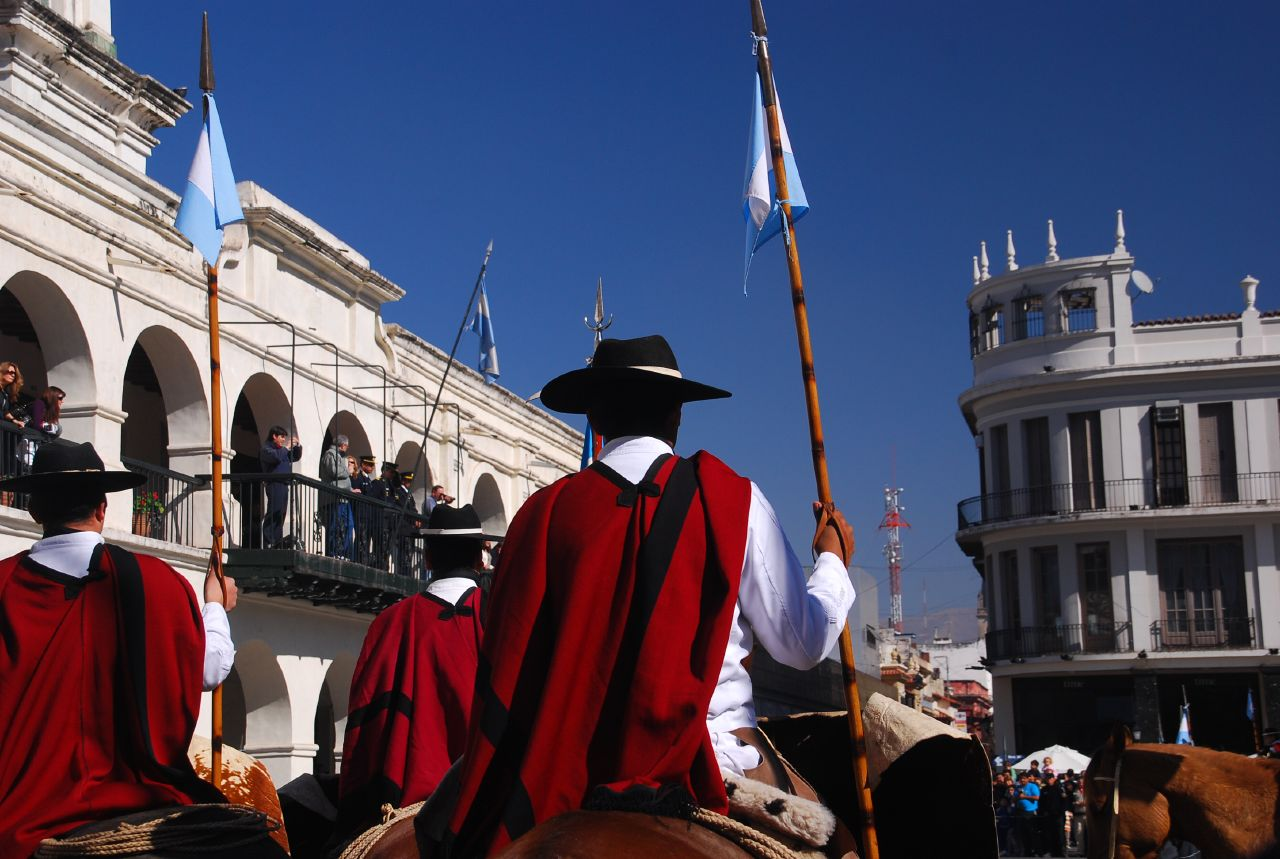
Gauchos en un desfile en la provincia de Salta blandiendo lanzas de cañas tacuara, las típicas lanzas de los gauchos durante la Guerra de la Independencia Argentina. Nótese que están cubiertos por los "colorados" y livianos aunque abrigados ponchos salteños, tales ponchos colorados fueron frecuente uniforme de los patriotas argentinos durante la sangrienta Guerra Gaucha librada en el noroeste argentino para independizar a toda la Argentina a inicios del.

Las sierras Subandinas que, con rumbo norte-noreste y sursudoeste, atraviesan el sector más oriental de la región, constituyen una barrera orográfica que determina un brusco cambio, ya que sobre sus laderas orientales se precipitan las lluvias que, con un promedio anual de 1000 mm, provocan el desarrollo de una vegetación de tipo selvático por lo exuberante, enmarañada y variada. La máxima elevación, a 2.580 m de altitud, es el cerro Ceibal o Crestón.

## Prehistoria e historia

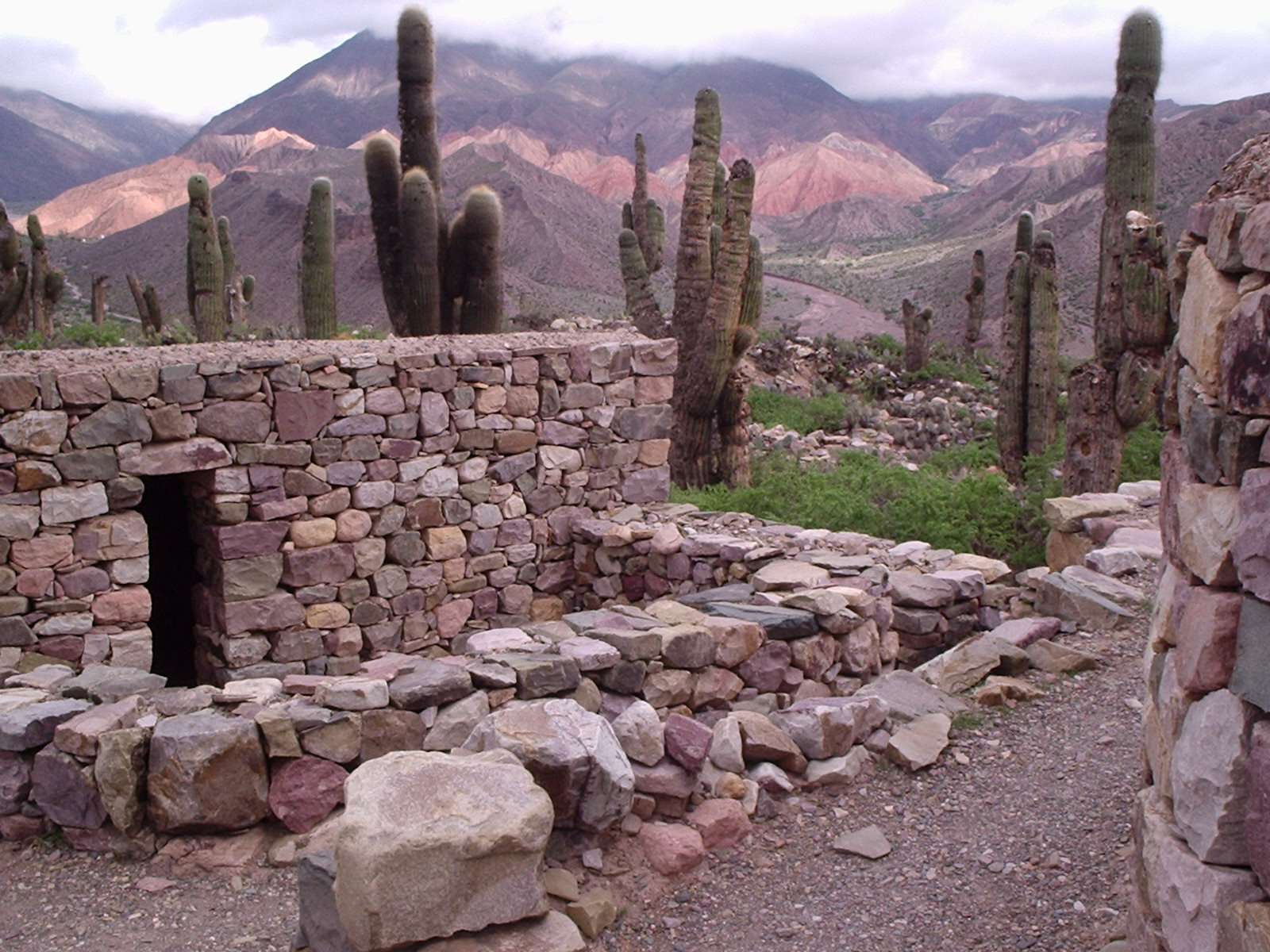
Pucará de Tilcara, Jujuy.

Se considera la presencia de población humana desde circa el 12000 a 10000 AP.

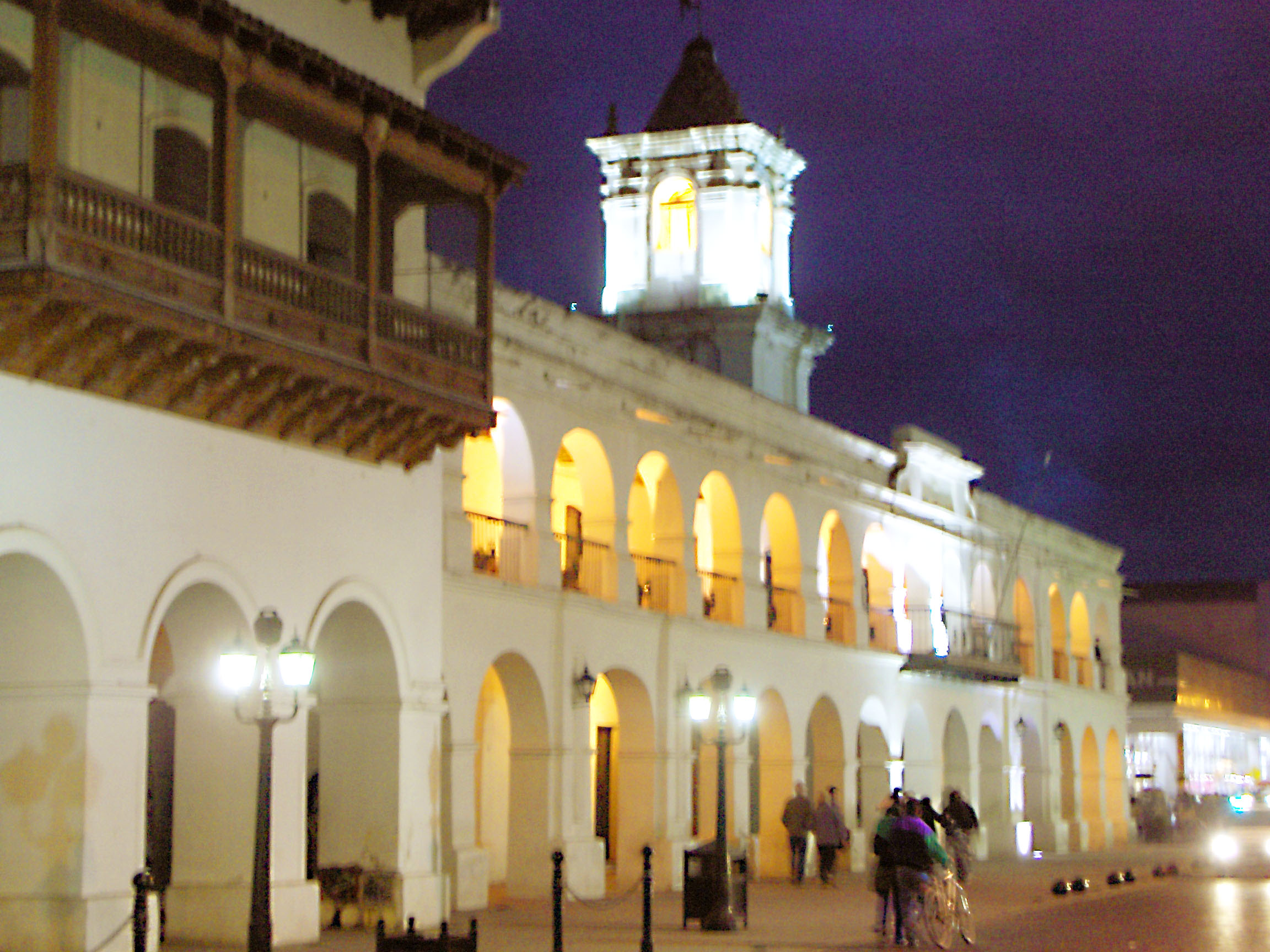
Cabildo colonial de la ciudad de Salta de noche.

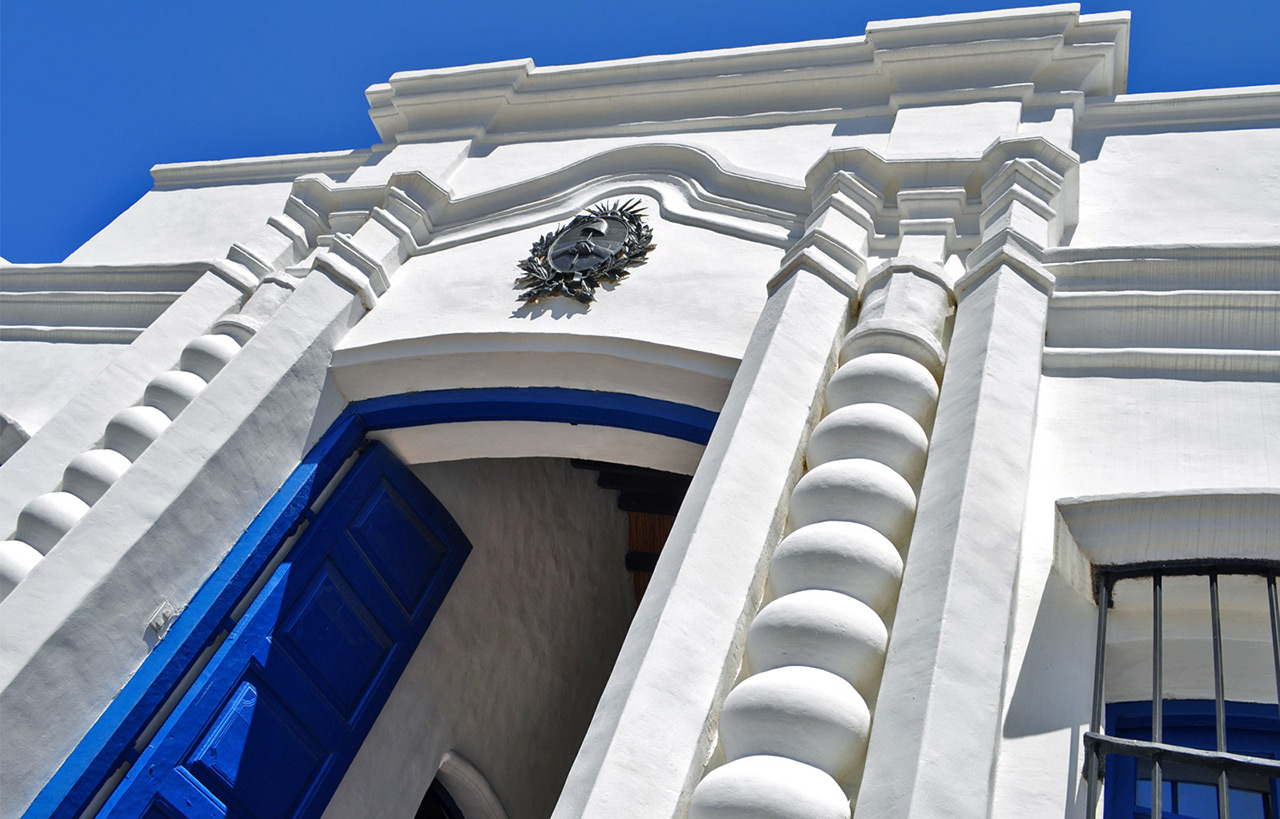
La Casa Histórica de Tucumán es un ícono del turismo en San Miguel de Tucumán.

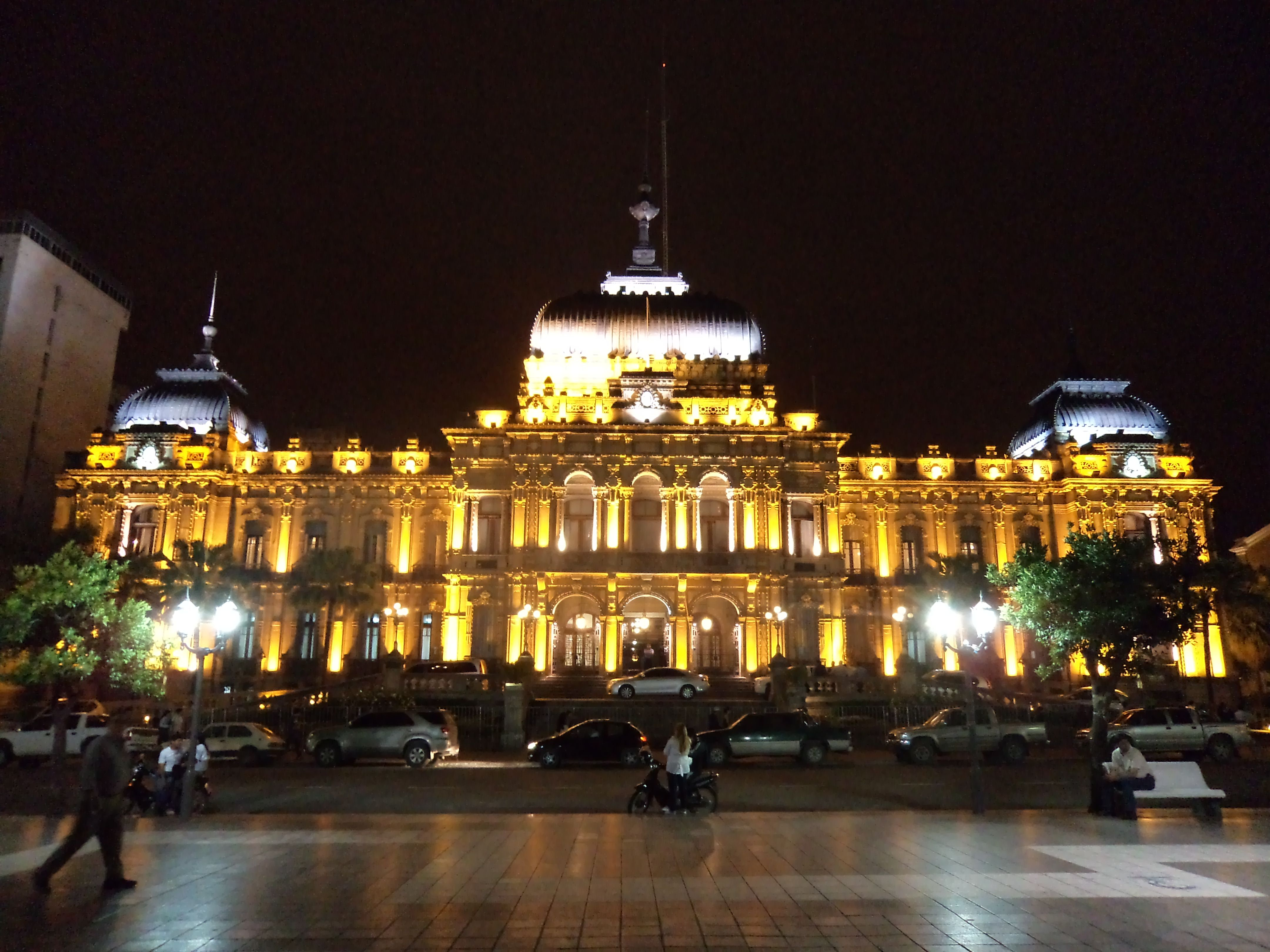
Casa de Gobierno de Tucumán, sede del Poder Ejecutivo de la Provincia homónima.

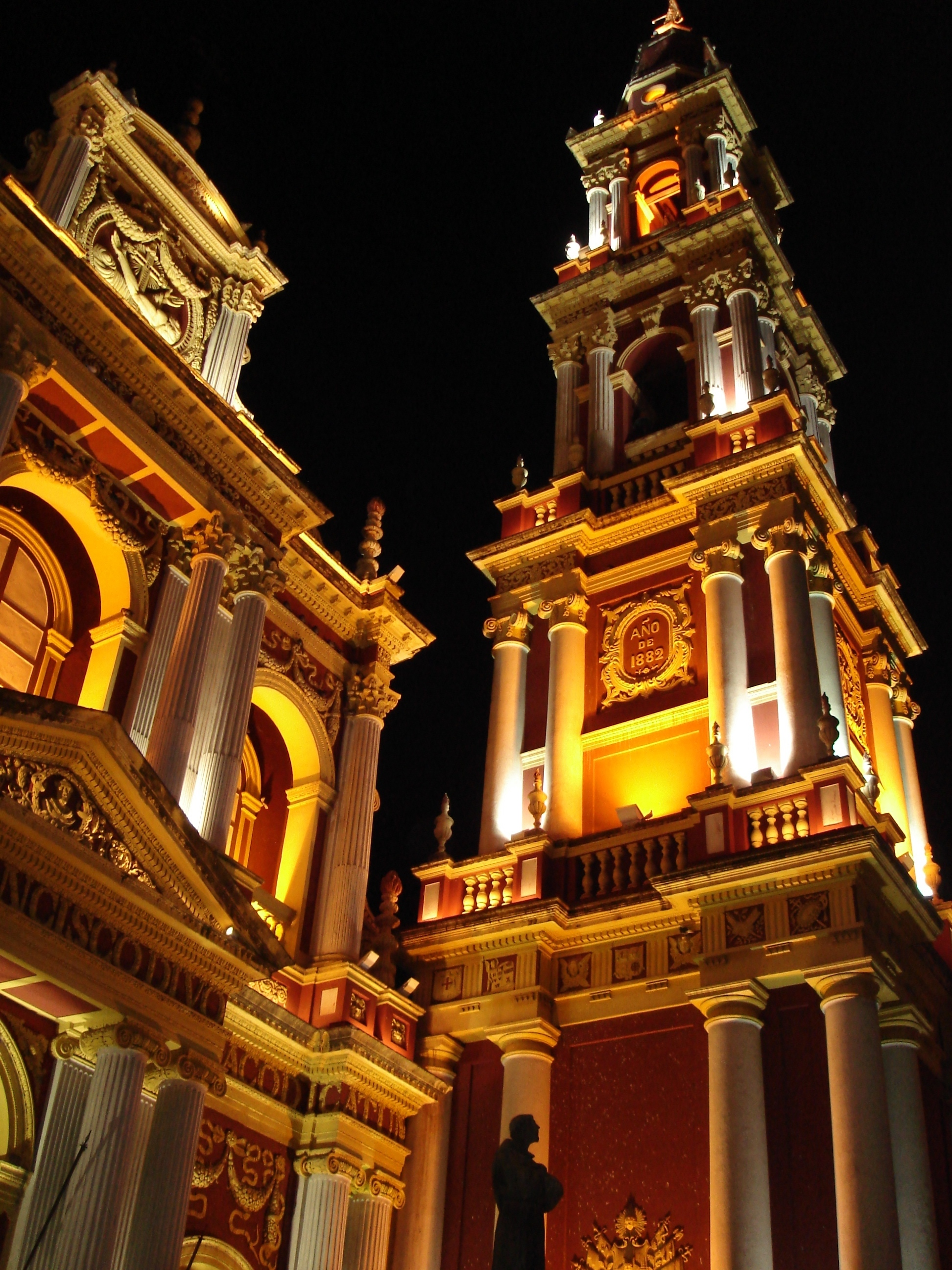
Iglesia San Francisco, el campanario eclesiástico más alto de América del Sur.

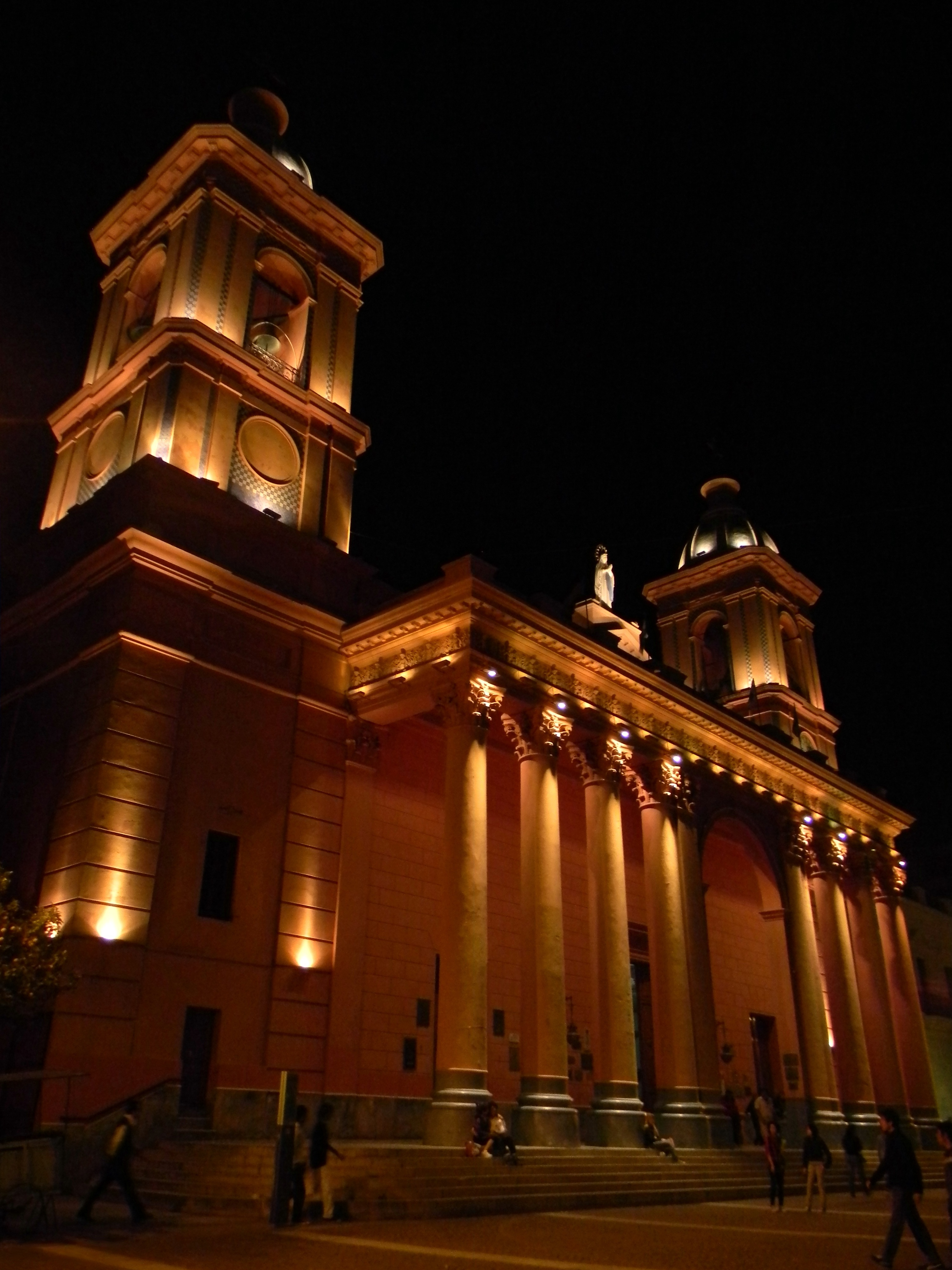
Catedral Basílica de Nuestra Sra. del Valle (Ciudad de Catamarca).

Se encuentran vestigios de pueblos cazadores recolectores datables desde el 8500 AP. Hace 3000 años se verifica la existencia de una pastoricia o ganadería trashumante de auquénidos y casi inmediatamente la existencia de caravanas que desde las zonas altas establecían circuitos comerciales con las zonas bajas; uno de los primeros asentamientos permanentes data de hace entre 3000 y 2000 años uno de los más antiguos sitios arqueológicos que revelan una sedentarización se encuentra en Palo Blanco (suroeste de Catamarca), la sedentarización permitió una incipiencia de agricultura (con también incipientes controles de riego, gestión del agua dulce y acumulación —en depósitos— de los excedentes) esto fue correspondiente con el desarrollo de la cestería y, especialmente de la cerámica (hasta llegar a la coroplastia), es decir; ya hace entre 3000 y 2000 años existen poblaciones agroalfareras en la región siendo en tal aspecto las primeras de todo el actual territorio argentino.
Entre el 500 y 1000 d. C. ocurrió el llamado Período de Integración Regional caracterizado por el establecimiento de una compleja red social con intercambios económicos transversales entre las diversas etnias de la región, tales intercambios solían ser de minerales (cobre, malaquita, obsidiana) obtenidos en las zonas cordilleranas a cambio de productos vegetales (como el alucinógeno cebil utilizado exclusivamente por los «chamanes» en los ritos) y plumas o nutritivos frutos de chañar y mistol procedentes de las yungas y de la región chaquense.
Entre el 1200 y 1400 la región sufrió extremas sequías lo cual provocó fragmentaciones, guerras endémicas cuyo foco se ubica en regiones tan distantes como el norte del Perú y que se extienden en cadena a lo largo del espacio entre las etnias para obtener recursos; tal estado de guerras interétnicas impuso la consolidación de núcleos étnicos diferenciados en pequeñas ciudades fortificadas (chichas en el extremo norte, atacameños en la Puna y la Quebrada del Toro, omaguacas en gran parte del actual Jujuy y norte de Salta, «diaguitas» (principalmente la Cultura Santa María en las regiones montanas y pedemontanas de Salta, Catamarca, durante ese mismo periodo la zona recibió el influjo cultural del Horizonte Tiwanaku, tal influjo se observa no solo en las artes sino en práctica religiosas y militares — auge de las «cabezas trofeo» de los enemigos decapitados —). Al finalizar ese período y aprovechando la debilidad de las etnias existentes se produce la irrupción de los incas y la anexión de la mayor parte del territorio al «Tucumán» del Tawantinsuyu (varios etnohistoriadores como Ana María Lorandi consideran que el Tucumán era un territorio separado del Collasuyo), el dominio inca fue breve aunque dejó algunos notorios rastros culturales: extracción de los recursos naturales para transportarlos al centro de su imperio, para esto se creó el sistema de pistas llamado Kapak Ñan (literalmente «Gran camino» usualmente conocido como «Camino del inca») y se estableció la imposición de la prestación personal  entre los sometidos (la mita si la sumisión era relativamente pacífica, o el yanaconazgo y deportaciones para los más rebeldes) acompañado con establecimiento de depósitos como collcas, y tambos, la demolición de las fortalezas preincáicas y la construcción de nuevas fortalezas en función a las necesidades imperiales (los pucaras) , el desarraigo de etnias que opusieron resistencia tal cual se verifica en el despoblamiento de Tastil, deportación de mitmakuna (mitimaes) desde regiones septentrionales, práctica de sacrificios humanos en las cumbres de las montañas tal como se verifica en el Volcán Llullaillaco, incluso la destrucción de los cementerios de los pueblos «diaguitas» (palabra cuyo significado proviene de la aimara thyakita = «lejanos» — en relación con el Cusco o a Tiwanaku —) para provocar una amnesia histórica ya que la mayoría de los pueblos originarios del NOA rendían culto a sus antepasados; los incas substituyeron tales sistemas de creencias por una religión de estado en la cual la casta inca era homologada al sol lo cual les permitía racionalizar el control y enajenación de los recursos económicos regionales: 1/3 de lo producido era para el inca, otro tercio para Inti o dios-sol y solo otro tercio quedaba para las poblaciones productoras. La parte oriental de las actuales provincias de Salta, Tucumán y casi todo el territorio de Santiago del Estero se mantuvo independiente de los incas efectuando las etnias de esa zona (vilelas, lules, toconotés, wichis etc.) frecuentes incursiones sobre las zonas controladas por los incas. Los lules y toconotés fueron llamados despectivamente «surí» (luego transliterado al español como xurí y jurí), los wichi fueron motejados de «matacos» otros pueblos chaquenses de «cuncos» y «chavancos» por los invasores quechuas y sus aliados aimaras.
La irrupción de nuevos invasores (los conquistadores españoles de la «Corriente del Norte») inaugurada con la Expedición de Almagro a Chile (expedición que recorrió gran parte del Noroeste)  en 1535, empeoró la situación para todas las etnias locales las cuales tras enconadas resistencias como las Guerras Calchaquíes sufrieron una gran merma demográfica en gran medida debido a las enfermedades procedentes de Europa (viruela, sarampión y ciertas cepas gripales) para las cuales los autóctonos carecían de inmunidad y en parte debido a la desestructuración de las economías o la extenuación de los nativos en la exacerbada copia de prestaciones personales que hicieron de las ya existentes desde la invasión inca: las mitas mezcladas con las encomiendas.
A la española «Corriente del Norte», inaugurada con la Entrada de Diego de Rojas en 1542,  se debe la definitiva fundación de las ciudades capitales provinciales, y la fundación de algunas de la más antiguas localidades hoy existentes en la República Argentina.
El siglo XVIII presenta dos rasgos contrapuestos: una consolidación del poder español y algunos movimientos de rebeldía asociados lejanamente a Túpac Amaru. En todo caso durante la colonización española se emprende la introducción masiva del cultivo de algodón en el oeste santiagueño, la producción de vinos, olivos, lanas de ovejas y cabras, la cría de mulas y caballos (particularmente en Salta, Tucumán y Jujuy) para abastecer, junto con Tarija las demandas del Alto Perú; el sistema económico entonces desarrollado implicó una primera industrialización: -por ejemplo- carretas, talabarterías, aguardientes en Tucumán. ponchos y diversos lienzos (barracán, picote, barchila, anascote) en Santiago del Estero, Catamarca, La Rioja, Salta y Jujuy.
De este modo con la creación del Virreinato del Río de la Plata y la inclusión del NOA en dos intendencias: la de Salta del Tucumán y (la parte norte) de Córdoba del Tucumán el inicio del siglo XIX encontró a la sociedad criolla lo suficientemente madura como para asociarse en la Guerra de Independencia que derivó de la Revolución de Mayo, fue en tal época que los principales combates (como los de la Guerra Gaucha) tuvieron como escenarios principales los territorios de Jujuy, Salta, Tucumán y áreas vecinas como, principalmente, la de Tarija.

## Población y sociedad

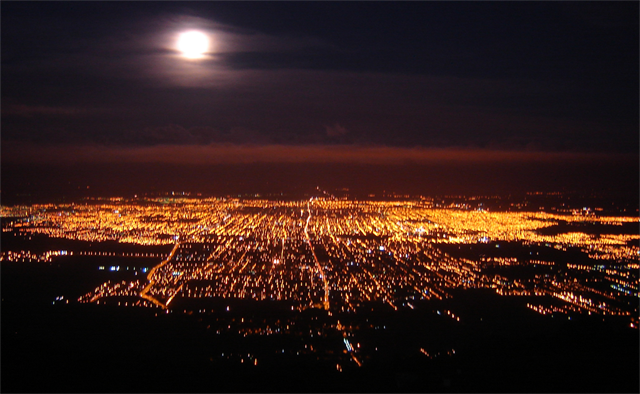
Vista panorámica de San Miguel de Tucumán desde el Cerro San Javier.

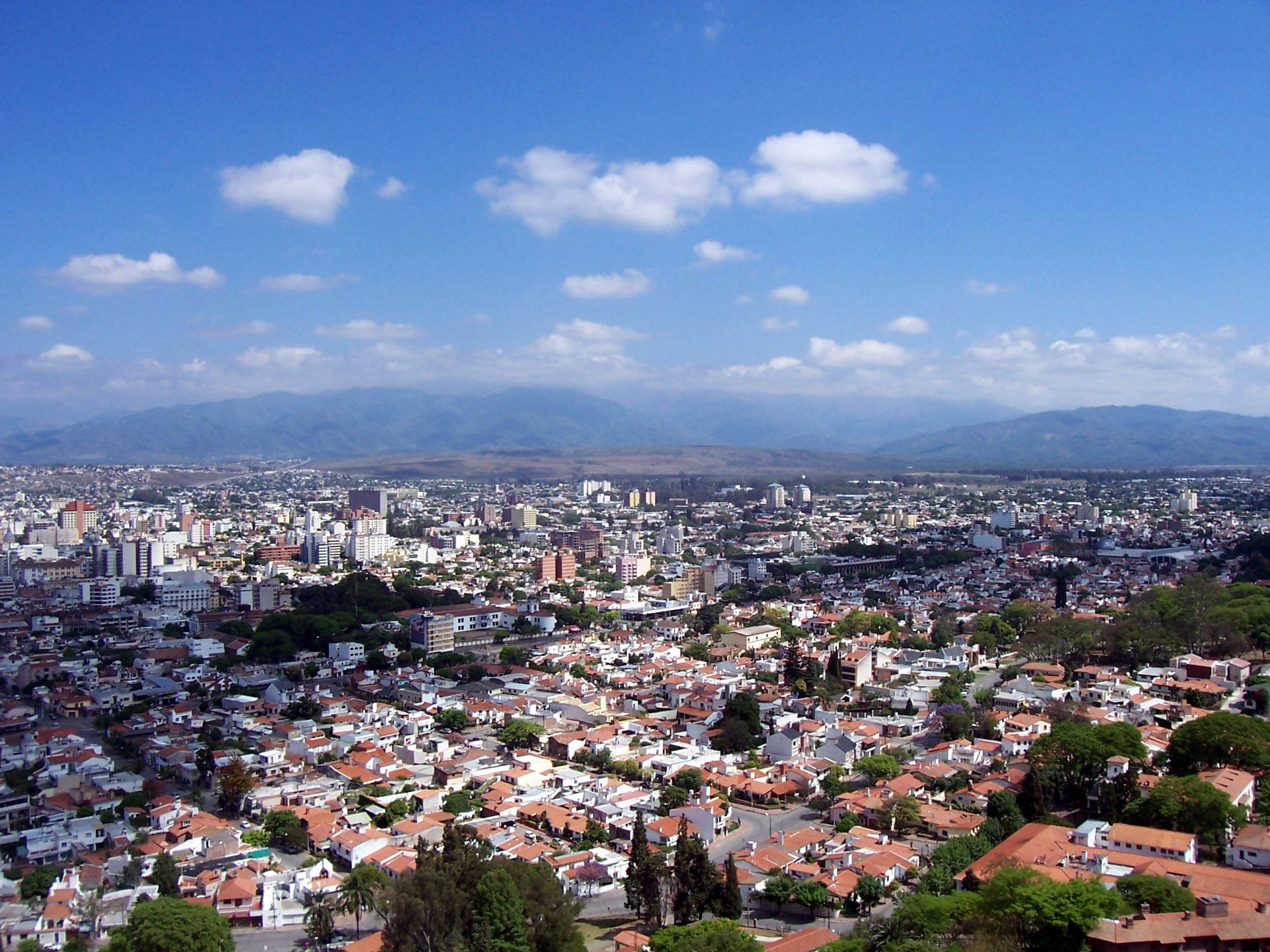
Ciudad de Salta, la mayor de la provincia homónima.

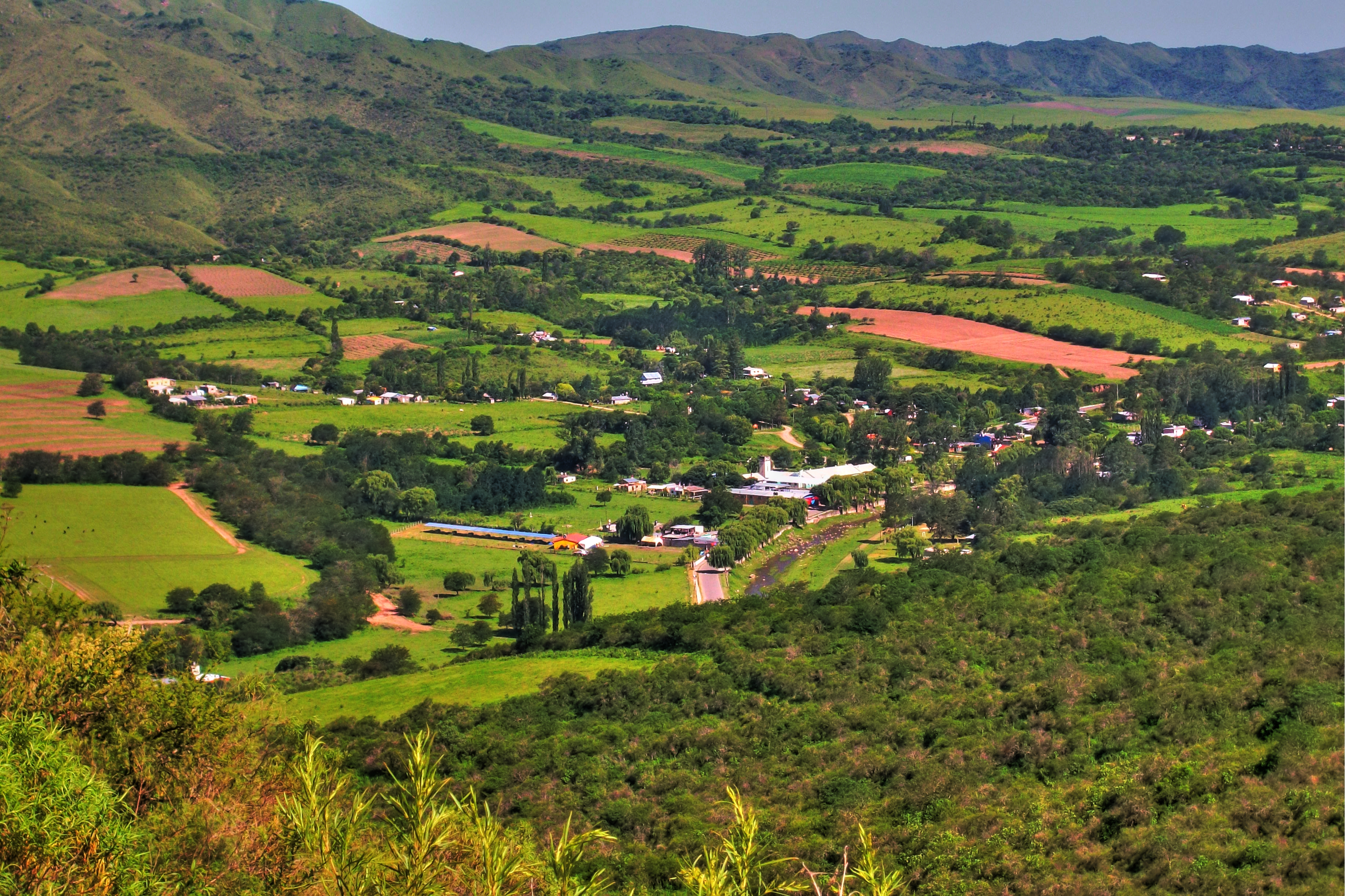
Vista de la Villa de Balcozna, Catamarca.

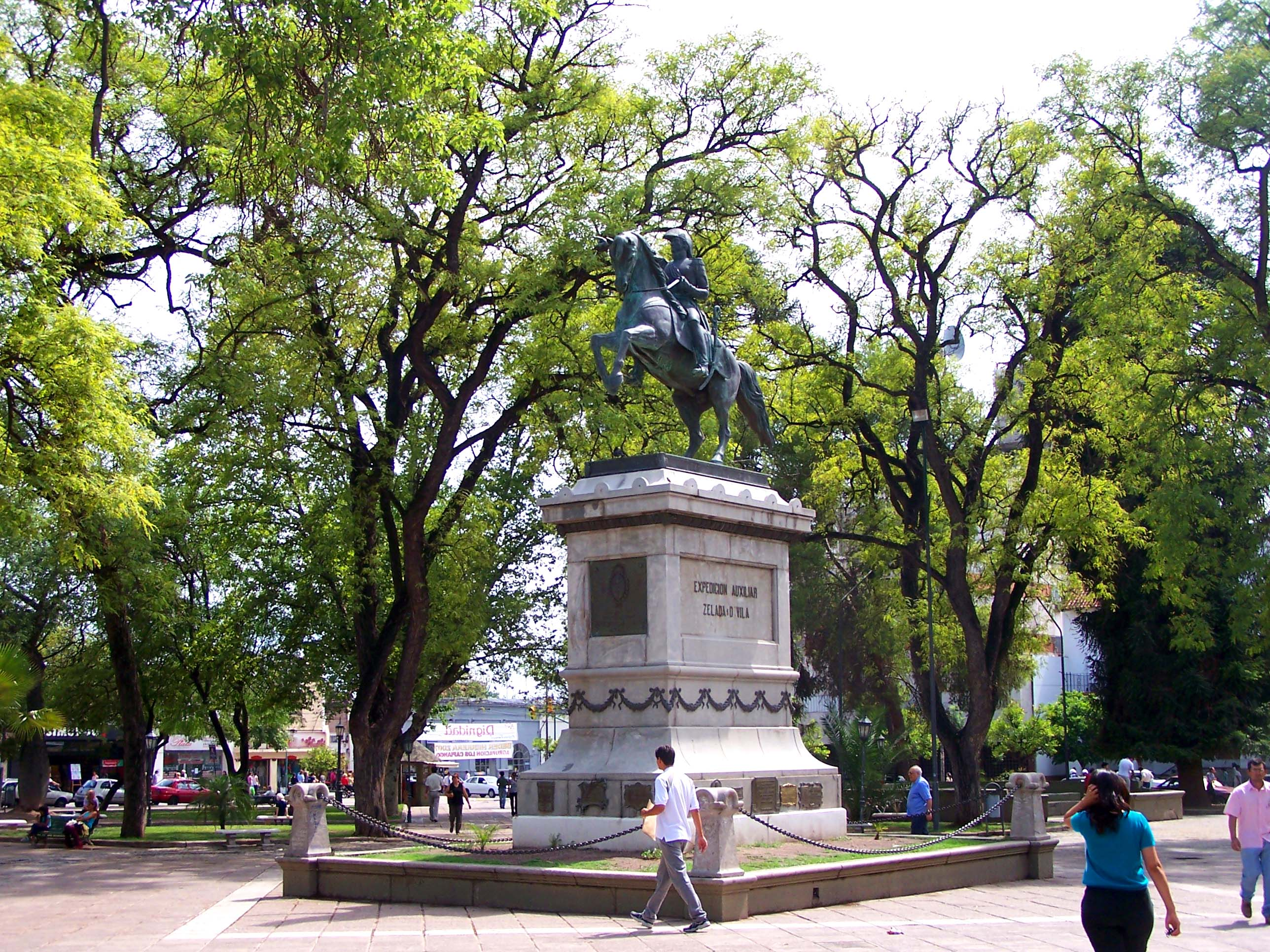
Monumento a José de San Martín en la Plaza 25 de Mayo, Ciudad de La Rioja.

Es claramente visible el activo proceso de urbanización, la población está compuesta por blancos, indígenas y mestizos producto de la mixogénesis de las poblaciones indígenas originales, el aflujo de españoles a partir de 1535, con estos entre los siglos XVII y XVIII un importante porcentaje de población con orígenes africanos que en menor medida ha dejado sus trazas visibles. Luego (especialmente en la provincia de Tucumán) se sumó la importante inmigración proveniente del "Viejo Mundo" (italianos, libaneses, sirios, e incluso un pequeño número de sikhs – la colectividad sikh se estableció en la provincia de Salta a inicios del siglo XX, principalmente en Rosario de la Frontera–, en Tucumán también ha sido de alguna importancia la radicación de inmigrantes franceses y judíos). La población del NOA a lo largo del siglo XX ha sido agrupada principalmente en las capitales provinciales  (Gran San Miguel de Tucumán, Gran Salta, Gran San Salvador de Jujuy, Santiago del Estero - La Banda, Gran San Fernando del Valle de Catamarca, La Rioja y la ciudad de Orán).
En esta región se encuentra el mayor porcentaje de indígenas del país, según el censo de 2022 los indígenas comprenden más del 10% de la población de Jujuy y Salta. En las áreas más inhóspitas de la Puna y de las quebradas se encuentran grupos indígenas, los "coyas" y los descendientes de los (diaguitas, atacameños, omaguacas y chichas) pueblos que sufrieron la influencia quechua-aimara durante la invasión incaica ocurrida entre ca. 1475—1535) y luego la española entre 1535—1811 por lo cual su cultura actual es altamente sincrética, por este motivo se encuentran préstamos lexicales del quechua en palabras como "pachamama" (tierra madre), "coca", "supay" (demonio), "llastay", "quisquinar" o "quisquidar" (constipar, estreñir), "machado" (embriagado), "chango" (muchacho), "guaso" (burdo), "churo/a" (lindo/a, simpático/a), "sirviñaco" o "cerviñacu" (especie de matrimonio a prueba o prematrimonio, practicado entre algunos coyas de las zonas más apartadas de Salta y Jujuy en el cual la pareja convive unos tres años "para ver si se lleva bien" y puede luego concretar un matrimonio definitivo)  , "tantanakui", "ura" (vulva), "urquía" (paloma torcacita), o "chaya" (o challa) entre algunas otras mezcladas con el idioma español (que posee diversas formas de entonación según las zonas de esta región) y con los idiomas indígenas preexistentes a la invasión incaica tales palabras son utilizadas ocasionalmente, en algunos departamentos de la provincia de Santiago del Estero se habla la llamada lengua quichua basada lexicalmente en gran medida sobre el idioma quechua propiamente dicho, es de notar que "la quichua" (como es llamada entre los santiagueños) es hablada por poblaciones criollas cuyos ancestros indígenas (lules, toconotés, sanavirones etc.) fueron adoctrinados tras 1536, durante la dominación española, por los misioneros católicos que, procedentes del Perú y del Alto Perú utilizaban el quechua como lengua vehicular especialmente en los catecismos. Diaguitas, atacameños, omaguacas y chichas eran pueblos que vivían en pequeñas ciudades y que dominaban las técnicas del riego de cultivos (especialmente del maíz), el arte del tejido y la cerámica, la metalurgia del oro, el cobre y la plata.
El clásico tucumano de fútbol enfrenta al Club Atlético Tucumán y el Club Atlético San Martín. En rugby, la Unión de Rugby de Tucumán y la Unión de Rugby de Salta participan en la Zona Campeonato del Campeonato Argentino de Rugby. En el Torneo Regional del Noroeste se enfrentan clubes de rugby de Tucumán, Salta y Santiago del Estero. El Autódromo Internacional de Termas de Río Hondo ha albergado el Campeonato Mundial de Motociclismo y el Campeonato Mundial de Turismos, además de las categorías nacionales de automovilismo y motociclismo de pista.

### Arte del Noroeste Argentino

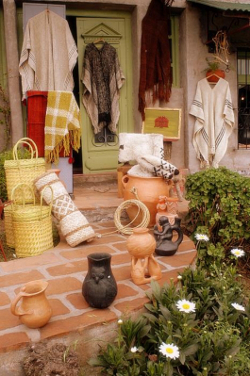
Artesanías en Raco, provincia de Tucumán, integrante del Noroeste Argentino.

En el Noroeste Argentino (NOA) puede percibirse la belleza de su arte, de sus rasgos y de su personalidad. El  Noroeste Argentino es la  única región de Argentina que sustentó  civilizaciónes
precolombinas. El actual arte autóctono argentino se manifiesta ya sea a través de pinturas, de telares, cestería, cerámicas , objetos de plata  y madera.

## Ciudades más pobladas
- Tucumán: 925.001 habitantes
- Salta: 668.440 habitantes
- Jujuy: 364.405 habitantes
- Santiago del Estero-La Banda: 360.923 habitantes
- Catamarca: 228.264 habitantes

## Galería de imágenes

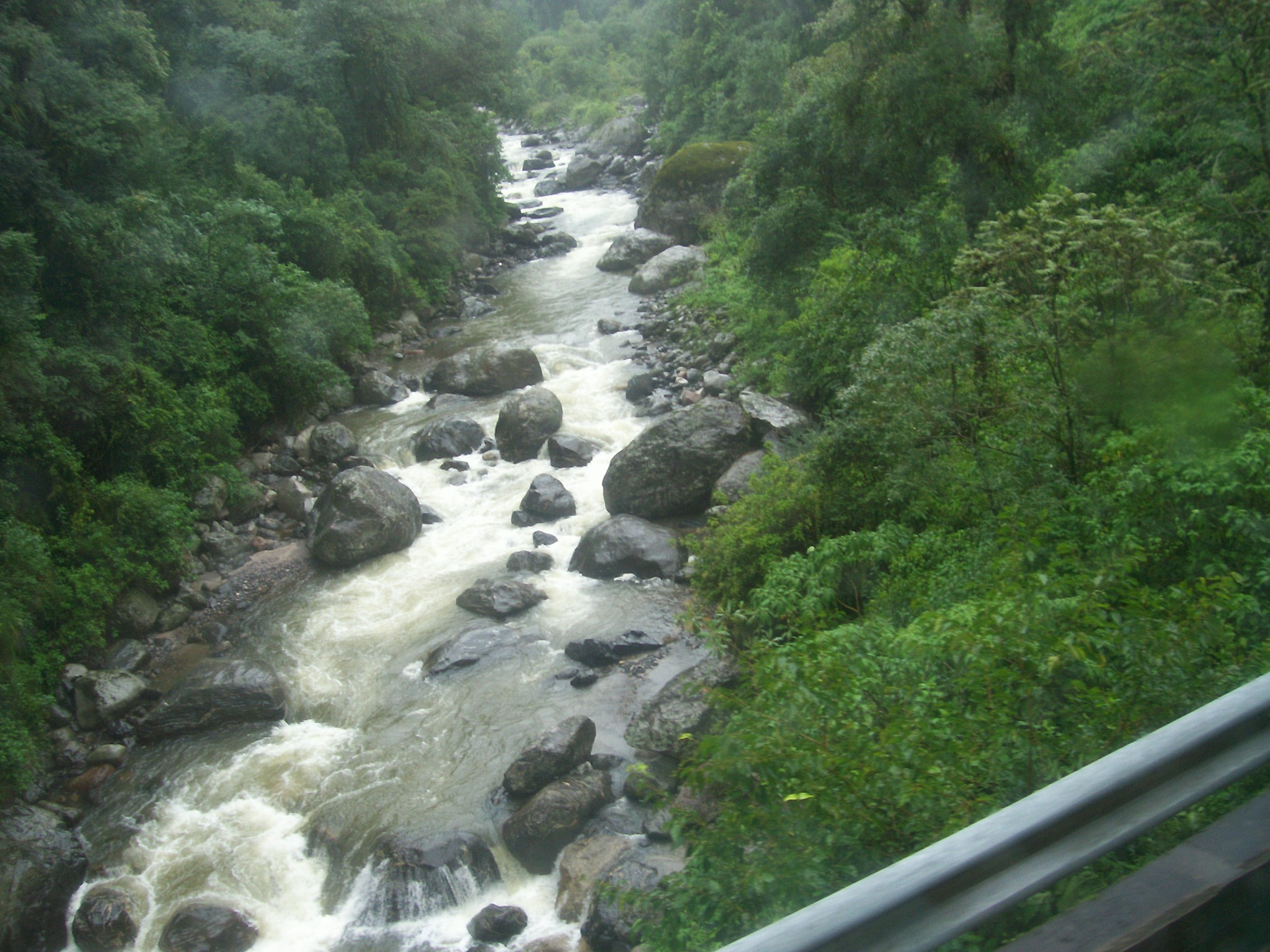
Quebrada de Los Sosa (Tucumán).
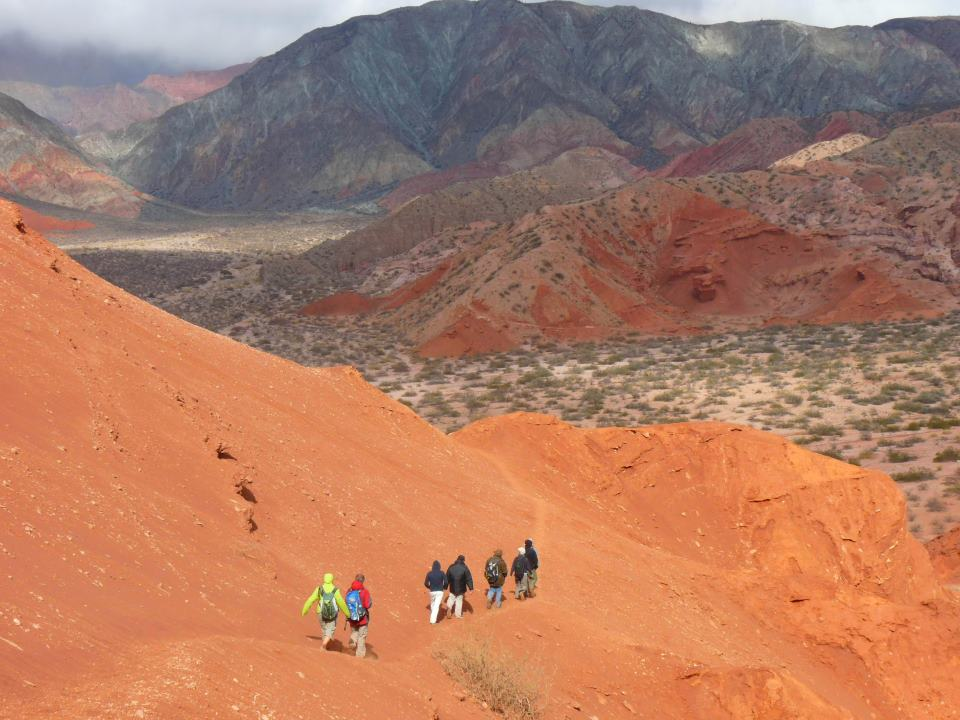
La Quebrada de las Conchas en la provincia de Salta.
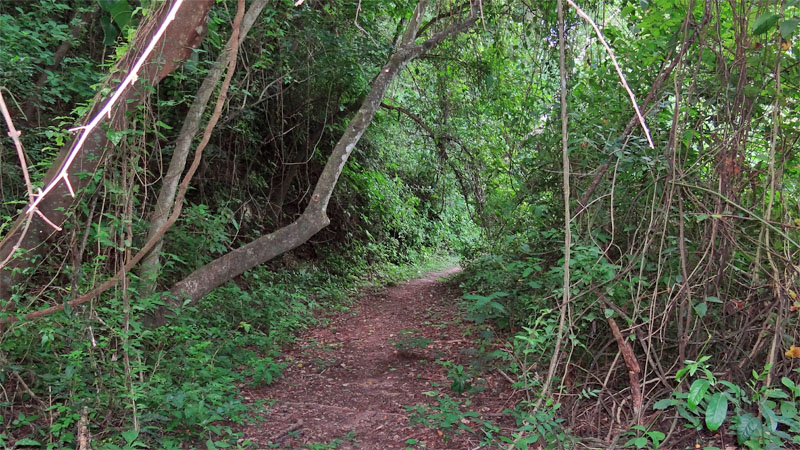
Sendero llamado El Pedemontano  en las yungas del Parque nacional Calilegua
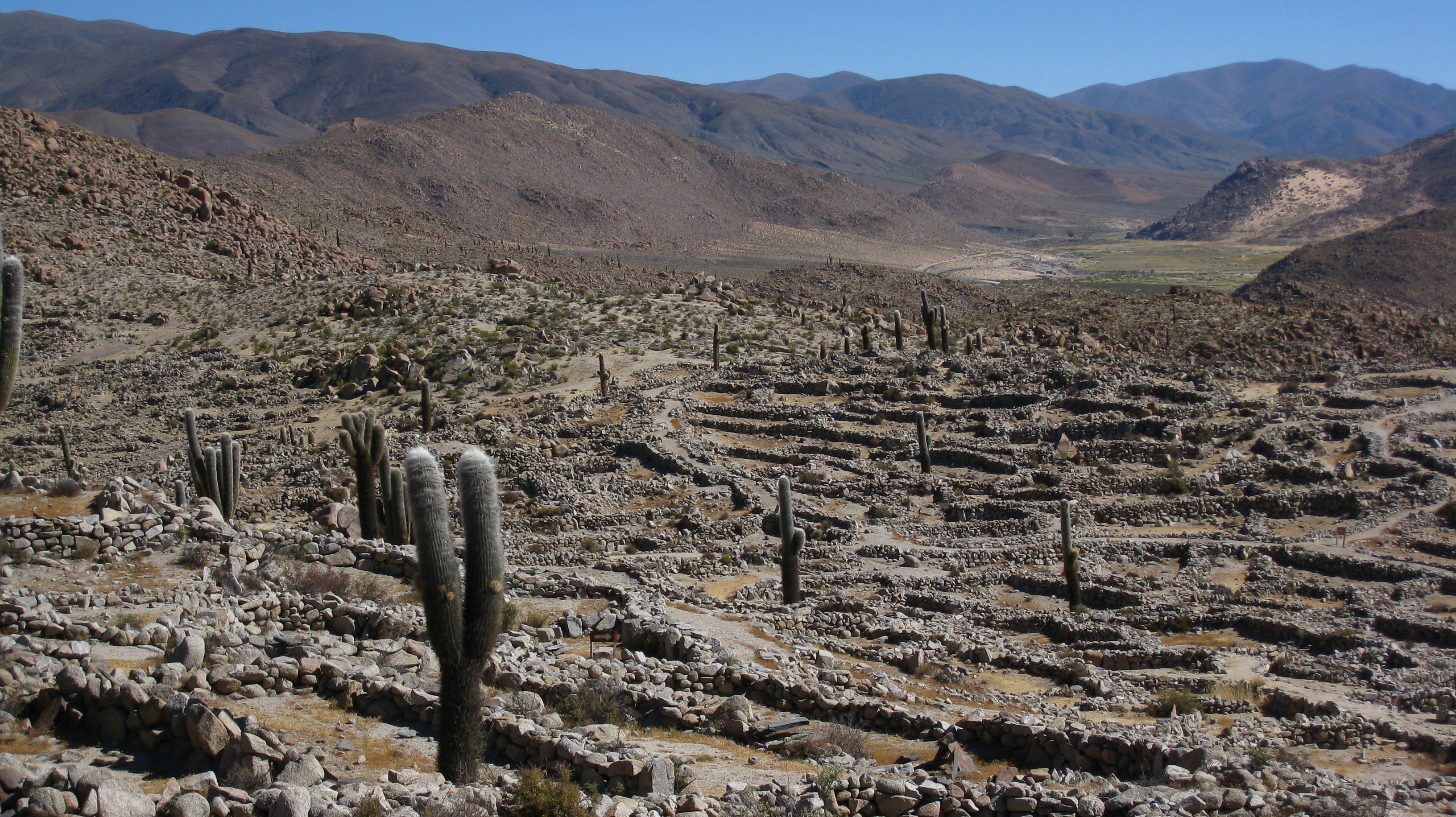
Ruinas de Tastil en la Quebrada del Toro (Salta).
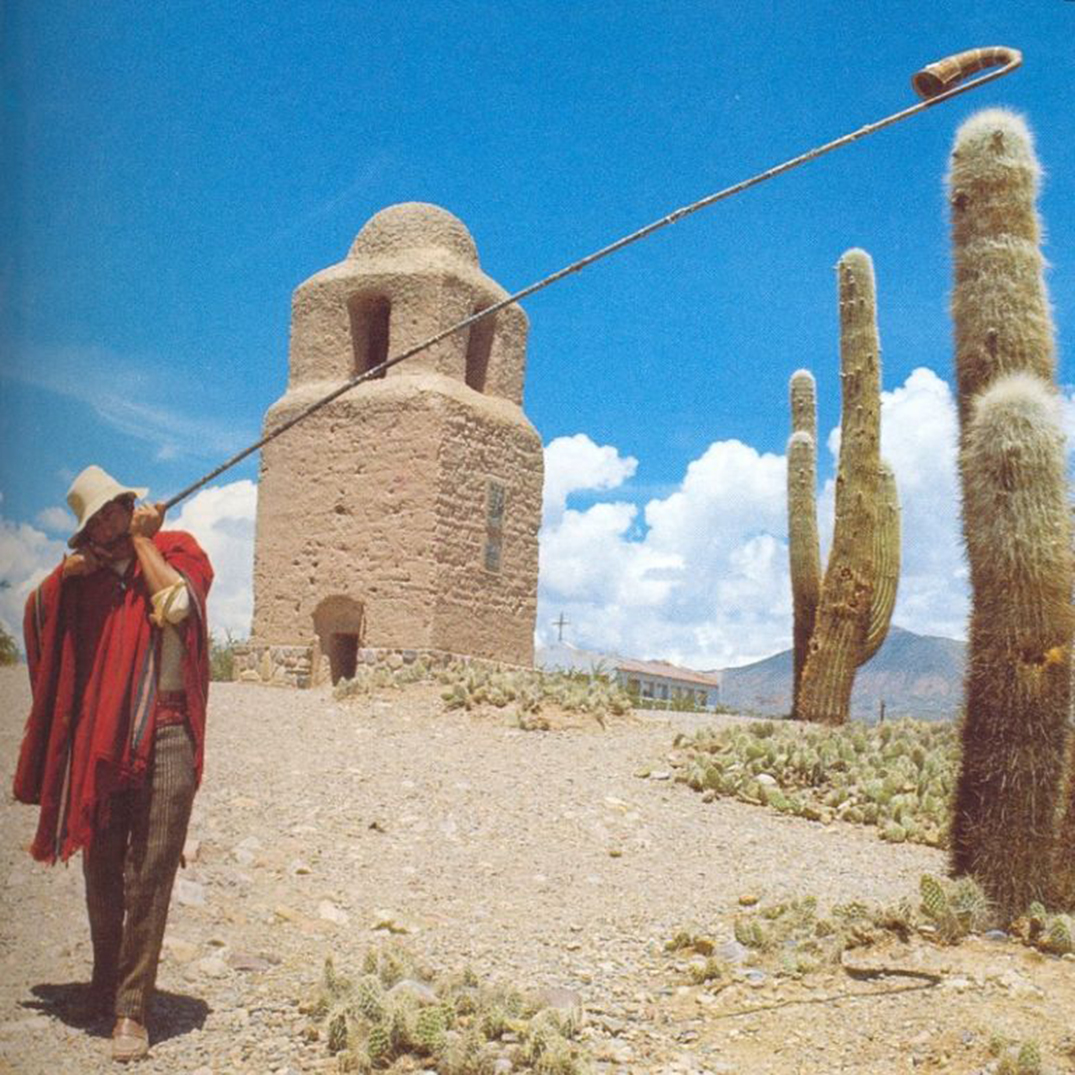
Erke, instrumento de viento de gran tamaño típico de las zonas más andinas del NOA, muy similar a la trompa de los Alpes
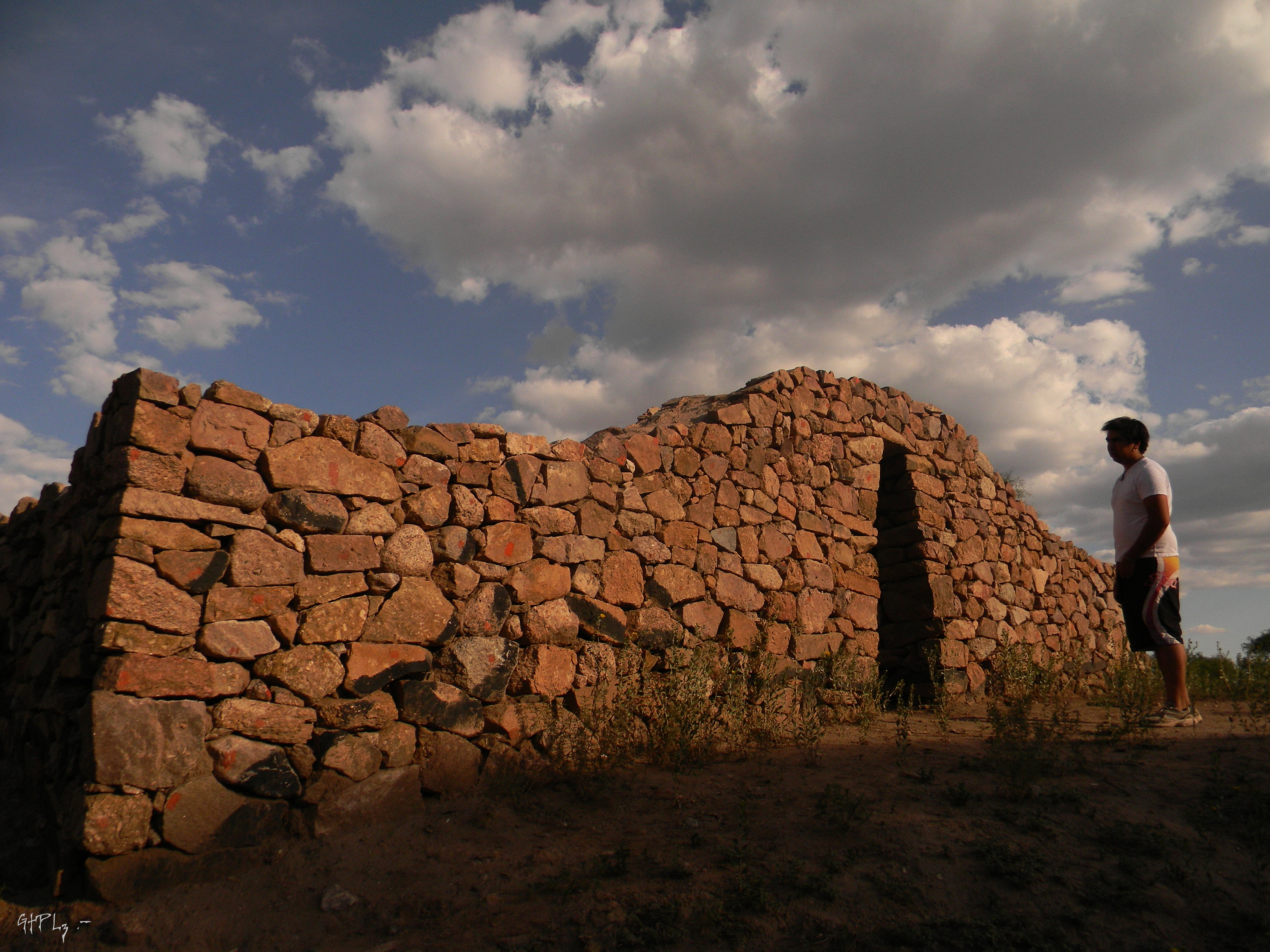
Ruinas del Shincal, Parque arqueológico Inca. (Catamarca).
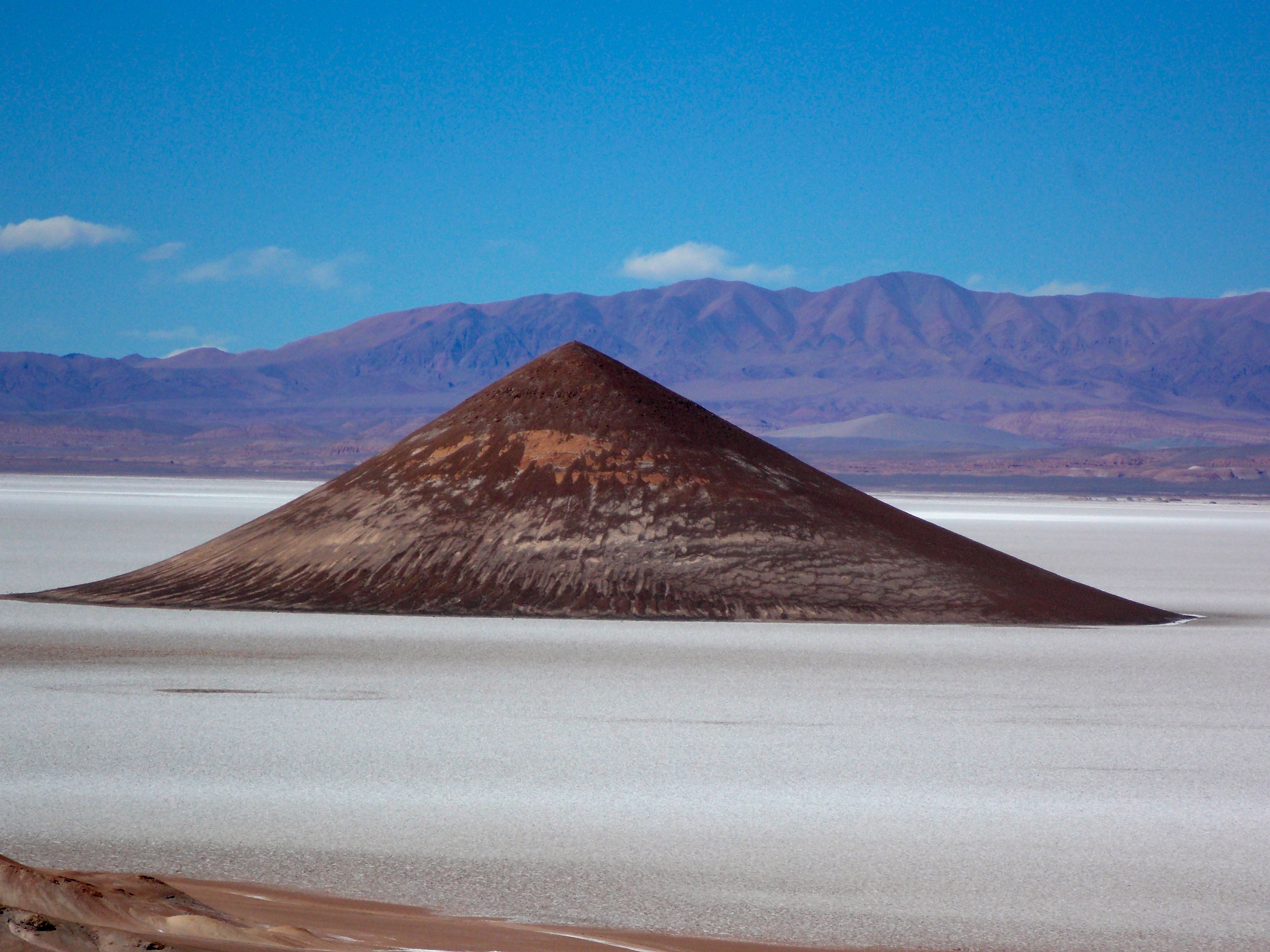
Cono de Arita en el salar de Arizaro, provincia de Salta
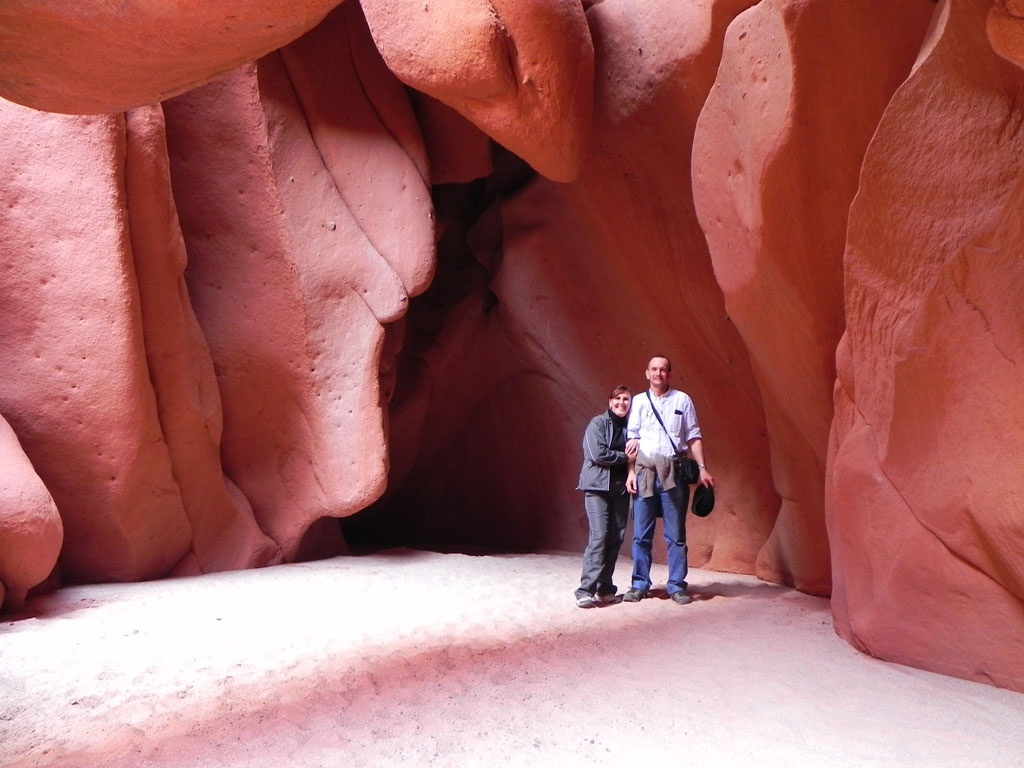
Cuevas de Acsibi cercanas a Seclantás
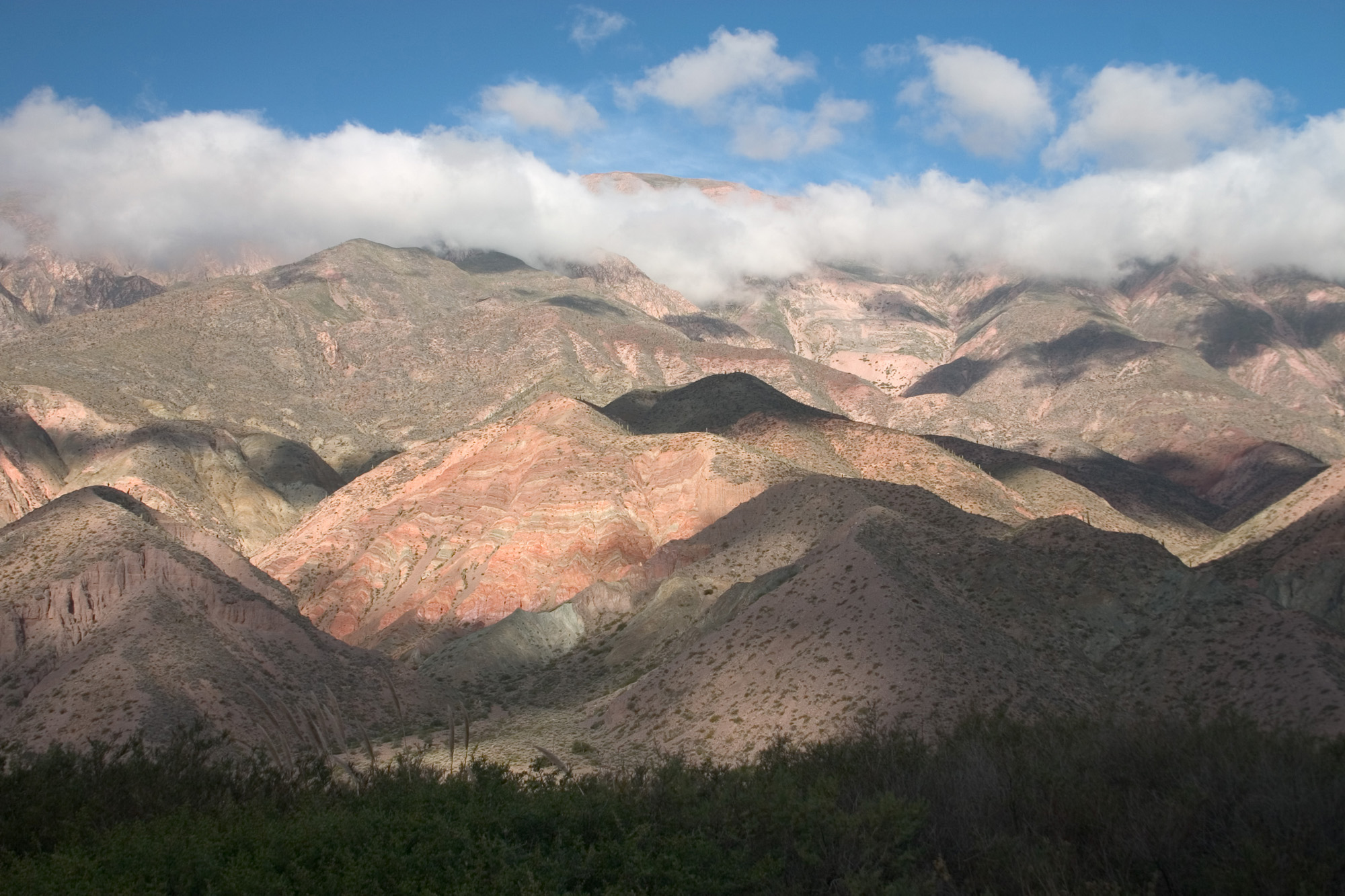
La Quebrada de Humahuaca, un profundo surco de origen tectónico-fluvial, considerado Patrimonio Mundial de la Humanidad.
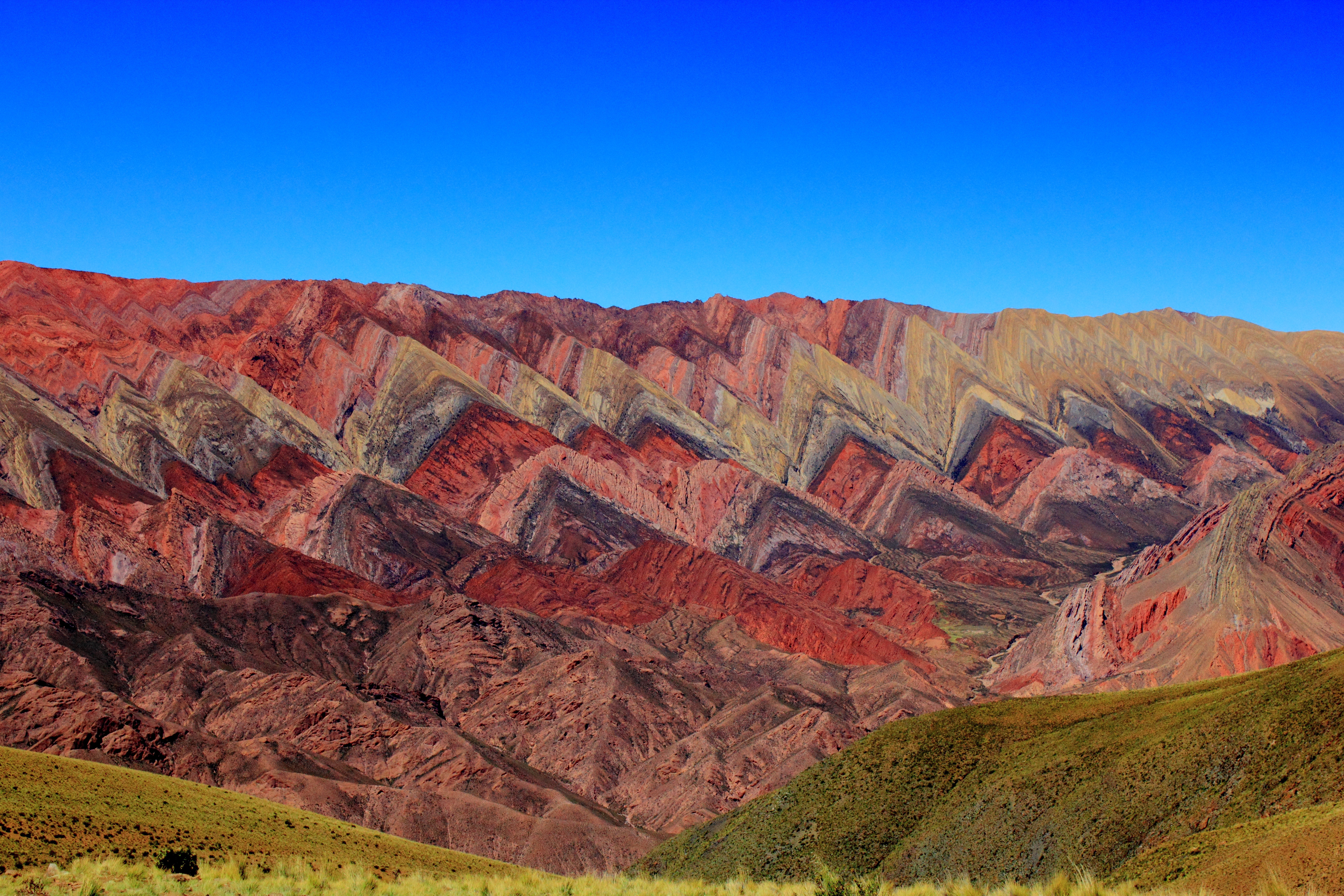
Serranía de Hornocal en el norte de la Provincia de Jujuy